# Église Saint-Aquilin de Fontenay-en-Parisis
L'église Saint-Aquilin est une église catholique paroissiale située à Fontenay-en-Parisis, en France. C'est l'une des églises les plus imposantes de tout le pays de France, mesurant 42 m de long dans son axe, et atteignant 44 m au sommet de sa flèche. Le mur méridional du bas-côté sud provient encore d'un édifice précédent de la fin du XIe siècle, et la base et le premier étage du clocher du second quart du XIIe siècle sont également romans. La nef a été reconstruite peu de temps après au troisième quart du XIIe siècle. Ses grandes arcades non moulurées, mais néanmoins en tiers-point, paraissent encore assez archaïques, alors que la sculpture des chapiteaux appartient déjà au style gothique primitif. La charpente unique de la seconde moitié du XVIe siècle obstrue malheureusement toutes les fenêtres hautes sauf une. Le chœur à déambulatoire a été bâti par étapes successives entre 1200 et 1260 environ. Ses travées droites présentent des voûtes d'ogives sexpartites et une élévation sur trois niveaux, mais de simples baies remplacent le triforium. Curieusement, les grandes arcades sont différentes au nord et au sud. L'abside à pans coupés ne comporte pas de parties droites, et est entourée d'un déambulatoire de seulement trois travées, sans chapelles rayonnantes : c'est dans son ensemble une disposition sans équivalent dans sa région. La Renaissance a seulement apporté un édicule au nord-ouest de l'église, prévu comme chapelle baptismale, et la reconstruction extérieure du déambulatoire et des fenêtres hautes de l'abside. L'édifice est classé monument historique depuis 1886. Il n'a été restauré qu'extérieurement.

## Localisation
L'église est située dans le département français du Val-d'Oise, sur la commune de Fontenay-en-Parisis, au sommet de la butte au centre du village. Grâce à sa position privilégiée sur un promontoire et sa flèche culminant à 44 m, l'église de Fontenay est visible de loin et marque fortement le paysage urbain du village. L'on se rapproche de l'église le plus couramment par le chevet et par la rue de l'Église, qui remonte depuis la rue principale du village, la rue Ambroise-Jacquin, et passe devant l'élévation sud de l'église. La façade occidentale donne sur la place Stalingrad qui, au nord de l'église, est aménagée en jardin public. La rue de Sevy permet de faire le tour en reliant la place de Stalingrad à la rue de l'Église. Bien que l'église soit entièrement dégagée d'autres constructions, il est impossible de contempler son élévation méridionale avec suffisamment de recul, ce qu'interdit l'étroitesse de la rue.

## Historique

### Les origines

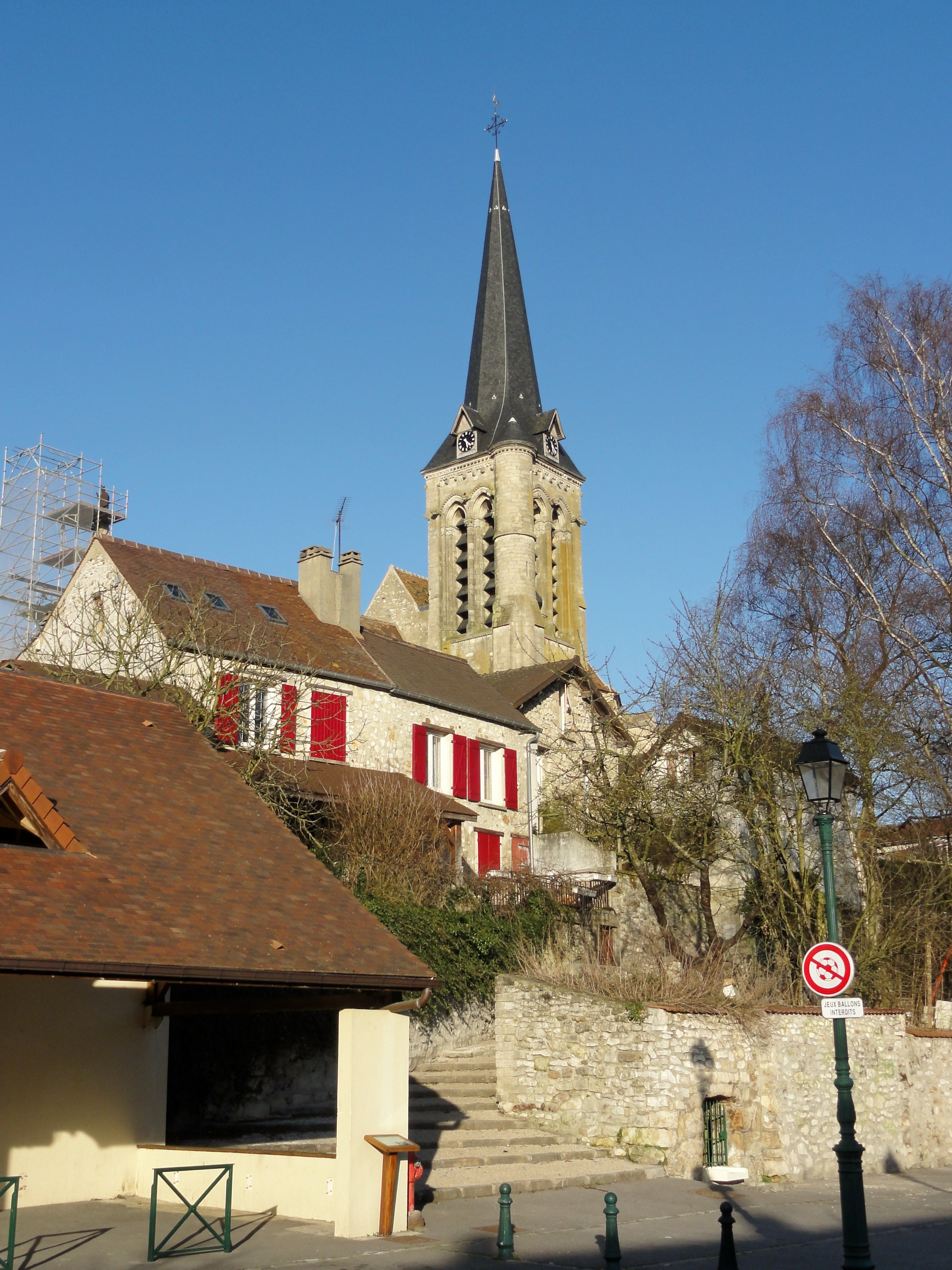
Vue depuis la place du gué aux Chevaux.

Le plus ancien titre mentionnant Fontenay est un partage des biens de l'abbaye Saint-Denis en 832, confirmé en 862. La première mention concrète d'une église à Fontenay ne remonte toutefois qu'au début du XIIe siècle ; il s'agit d'une charte confirmant sa donation par l'évêque de Paris au prieuré Saint-Martin-des-Champs de Paris. Bien que cette donation soit confirmée par trois bulles pontificales de 1119, 1142 et 1147, le nom de son saint patron n'est mentionné nulle part ; l'abbé Lebeuf doute par ailleurs que ces bulles fassent allusion au Fontenay en question. Une dédicace de l'église de 1451 atteste en tout cas qu'elle est placée sous le double patronage de saint Vincent, patron des vignerons, et de saint Aquilin, vocable peu commun. Le premier patron de l'église aurait été saint Vincent, et saint Aquilin s'ajoute entre 909 et 926, quand ses reliques sont données à l'église. Le prieuré de Saint-Martin-des-Champs les avait reçues du prieuré de Gigny. Au XVIIIe siècle, elles étaient conservées dans un reliquaire de la Renaissance, sous la forme d'un ange en argent doré qui tient une petite figure ronde, qui était censé contenir une prunelle de l'évêque d'Évreux. L'on suppose que la translation des reliques eut lieu un 4 février, qui devient la fête patronale. Saint Louis a également offert un fragment de la Vraie Croix. Il était inséré dans une croix en or, qui a disparu à la Révolution française. L'abbé Lebeuf a établi que la Vraie Croix était arrivée directement de Jérusalem au début du XIIIe siècle, et qu'elle a dû rester un certain temps à Fontenay avant son transfert à Saint-Cloud, puis à la cathédrale Notre-Dame de Paris : c'est ce qui explique la donation de la relique quelques années plus tard. Elle était exposée le 14 septembre, jour d'Exaltation de la Vraie Croix, et attirait des foules. Des reliques d'un tel prestige favorisent généralement les offrandes, ce qui explique l'envergure considérable de l'église au milieu d'un modeste village,,.

### Les campagnes de construction de l'église

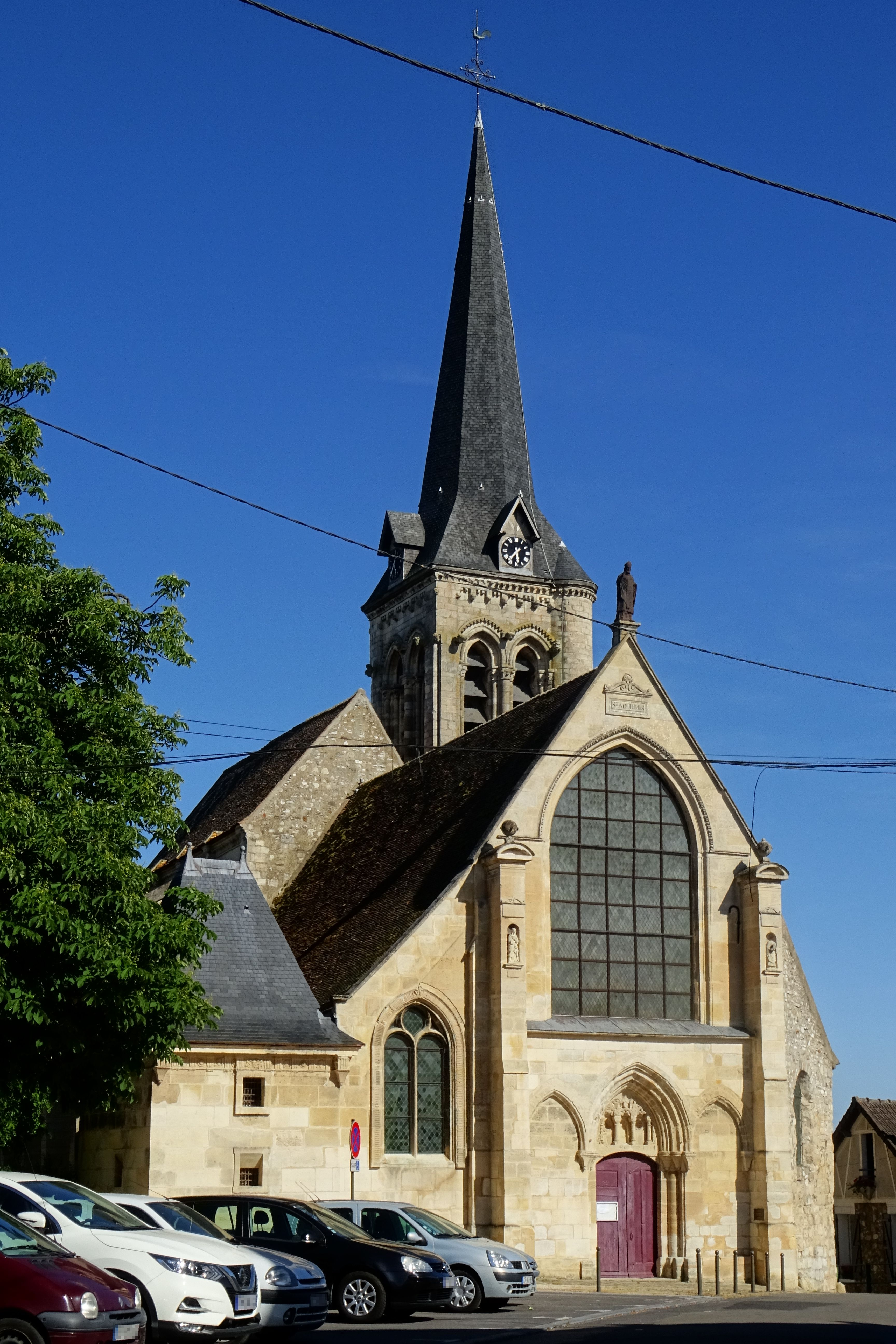
Façade occidentale.

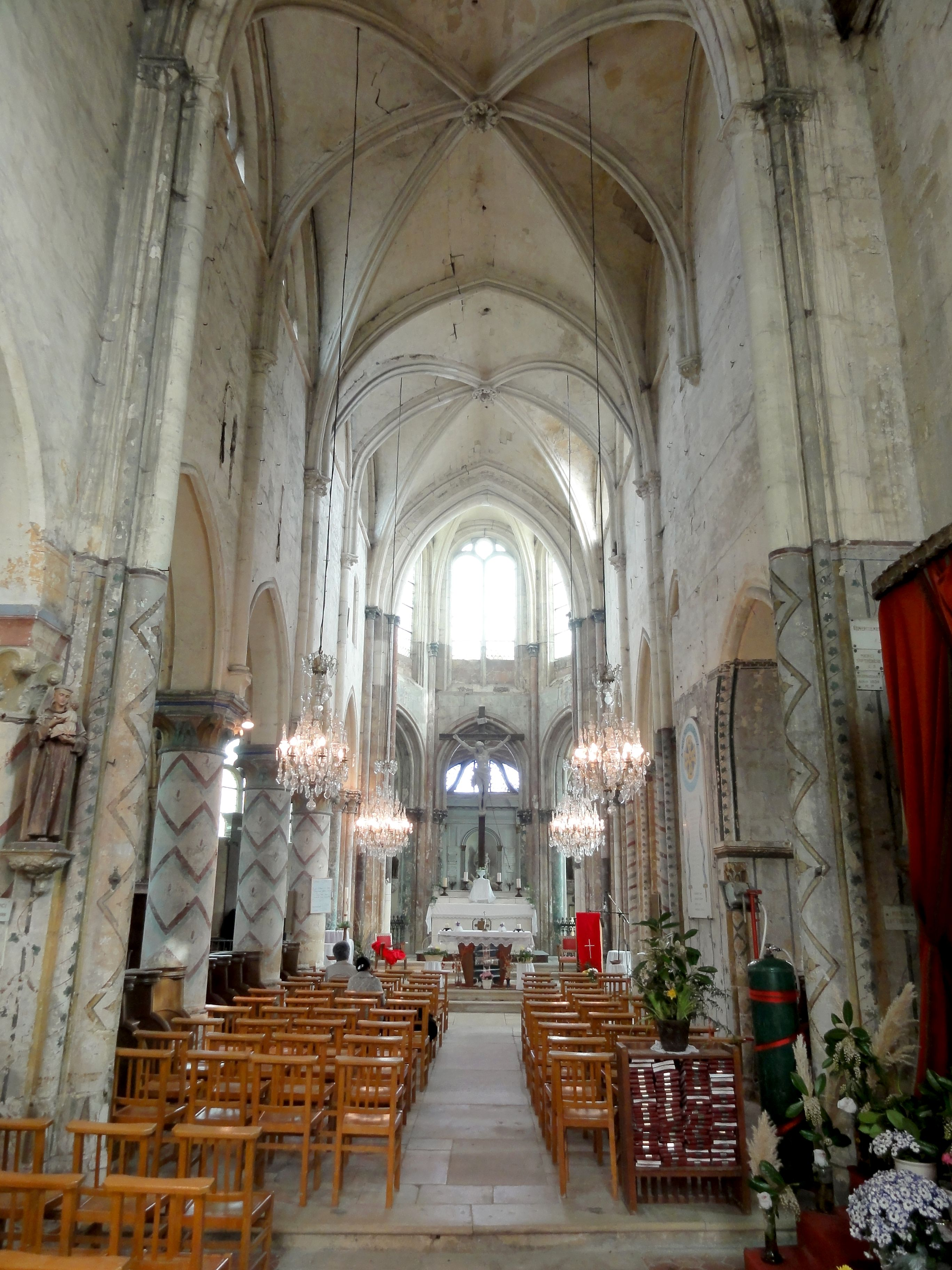
Nef, vue vers le chœur.

En l'absence de documents d'archives évoquant la construction de l'église, il faut se contenter de son analyse archéologique pour reconstituer l'histoire de l'édifice. Les plus anciens vestiges compris dans l'église actuelle datent de la fin du XIe siècle. Il s'agit de la partie inférieure du mur gouttereau du bas-côté sud, conservant deux étroites baies plein cintre. La base du clocher et son premier étage sont légèrement plus récents et datables du second quart du XIIe siècle. Cet édifice roman est de petites dimensions et ne représente guère plus que l'actuel bas-côté, hors la première travée qui se commence par un mur biais.
Au troisième quart du XIIe siècle, cette église est entièrement remplacée par un nouvel édifice, en l'occurrence la nef actuelle avec ses deux bas-côtés. Ils n'ont jamais été voûtés. Il est impossible de savoir comment le chœur de cette église se présentait ; en tout cas, les travaux pour l'édification du chœur actuel sont entamés dès le début du XIIIe siècle. Ils commencent par les quatre travées du collatéral nord, mais traînent en longueur et ne s'achèvent que pendant la seconde moitié de ce même siècle. Le clocher reçoit un second étage à la même occasion. Dès la fin du XIIIe siècle, l'église est déjà très proche de sa configuration actuelle. Le 28 juillet 1451, elle est consacrée très tardivement par l'évêque de Paris, Guillaume Chartier, comme le montre encore une inscription sur une colonne.
L'on suppose que le chevet de l'église est endommagé par l'une des bandes de mercenaires qui ravagent la contrée après la Bataille de Saint-Denis en 1567. Le déambulatoire est ainsi partiellement reconstruit, et ses murs extérieurs sont entièrement rebâtis. Des écussons sur les clés de voûte indiquaient l'identité du commanditaire des travaux. Il devait s'agir du seigneur de Fontenay, Tristan du Val (mort en 1578), ou plutôt François du Val (mort en 1603), dont le cœur a été enterré dans le sanctuaire. Les toitures du chœur et des collatéraux sont refaits. Au XVIe siècle également, les murs des bas-côtés sont exhaussés, et bas-côtés et nef sont couverts ensemble par une  nouvelle charpente en carène renversée, ce qui entraîne l'obturation des baies hautes de la nef. Finalement, en 1583, l'ajout d'une chapelle baptismale au nord de la première travée du bas-côté nord marque la dernière extension en date de l'église. Elle est commandée par le curé Germain Pluyette au maître-maçon Nicolas de Saint-Michel de Luzarches, dont ce fut l'une des dernières réalisations, (il meurt peu de temps après 1590).
La dalle funéraire d'un autre Germain Pluyette (1582-1660), fils de Gilles, curé à partir de 1618, renseigne que la famille Pluyette donne des curés depuis deux siècles, soit depuis la fin du XVe siècle. L'on trouve parmi eux de nombreux bacheliers et docteurs en théologie, et Germain Pluyette a été le principal de la faculté de Théologie de Paris. Son successeur comme curé de Fontenay est Gilles Pluyette, mort en 1964 ; sa plaque de fondation visible dans l'église l'identifie comme bienfaiteur de la paroisse.

### Les évolutions depuis leXVIIIesiècle
Au XVIIIe siècle, la plupart des baies des bas-côtés sont repercées. Seulement deux des baies romanes sont conservées, dans le bas-côté sud. Une sacristie est placée devant le chevet. En 1778, le sol est exhaussé de 50 cm à 60 cm. Dix-huit stalles sont acquises auprès de l'abbaye Saint-Victor de Paris l'année suivante ; il en restent quinze,. En 1838, le curé fait badigeonner l'église et peindre les colonnes de chevrons et de fleurettes, et les faisceaux de colonnettes en faux marbre. Si le badigeonnage est effectivement fâcheuse, comme le souligne Gaston Brière, son jugement sévère porté sur le décor de chevrons des colonnettes n'est plus partagé par tous les contemporains. Charles Huet juge l'effet obtenu intéressant. L'édifice est classé au titre des monuments historiques par arrêté 12 juillet 1886. Le clocher est restauré sobrement par Gabriel Ruprich-Robert en 1906, qui fait supprimer les quatre pyramidons d'angle flanquant la flèche. L'extérieur a bénéficié d'une restauration complète achevée en 2013, alors que l'intérieur demeure inchangé depuis le milieu du XIXe siècle et accuse pleinement son âge.
Sous tout l'Ancien Régime, Fontenay fait partie de l'archidiocèse de Paris, et le prieur de Saint-Martin-des-Champs nomme à la cure. Après la Révolution française et la création du département de Seine-et-Oise, la paroisse est rattachée au nouveau diocèse de Versailles qui correspond exactement au territoire du département. Dans le contexte de la refonte des départements d'Île-de-France, le nouveau diocèse de Pontoise est érigé en 1966, et Fontenay-en-Parisis en fait partie à l'instar de toutes les autres paroisses du département. Le diocèse de Paris se limite désormais à la seule ville de Paris. La paroisse de Fontenay n'est plus indépendante, et est desservie par le curé de Goussainville. Des messes dominicales anticipées y sont célébrées tous les samedis.

## Description

### Aperçu général

Plan de l'église.

L'église Saint-Aquilin est de dimensions généreuses pour un petit bourg rural, et avec une longueur de 42 m et une largeur de 17 m, elle n'est dépassée dans le pays de France que par l'église Saint-Pierre-Saint-Paul de Gonesse. À titre de comparaison, la cathédrale Saint-Maclou de Pontoise est seulement 10 m plus longue, mais presque deux fois plus large. Orientée un peu irrégulièrement sud-nord-ouest - nord-sud-est, l'édifice se compose d'une nef de cinq travées accompagnée de bas-côtés ; d'une chapelle baptismale devant la première travée du bas-côté nord ; d'un chœur de cinq travées dont la dernière correspond à l'abside à pans coupés ; de deux collatéraux du chœur ; d'un déambulatoire sans chapelles rayonnantes ; d'un clocher se dressant au-dessus de la première et partiellement la seconde travée du collatéral sud du chœur ; et d'une grande sacristie devant le chevet. Il n'y a pas de transept. Seulement le chœur, les collatéraux et le déambulatoire sont voûtés d'ogives. La distinction entre la nef et le chœur est très nette avec une différence de hauteur des toits assez marquée, des fenêtres hautes et des arcs-boutants existant du côté du chœur, mais pas du côté de la nef.

### Extérieur

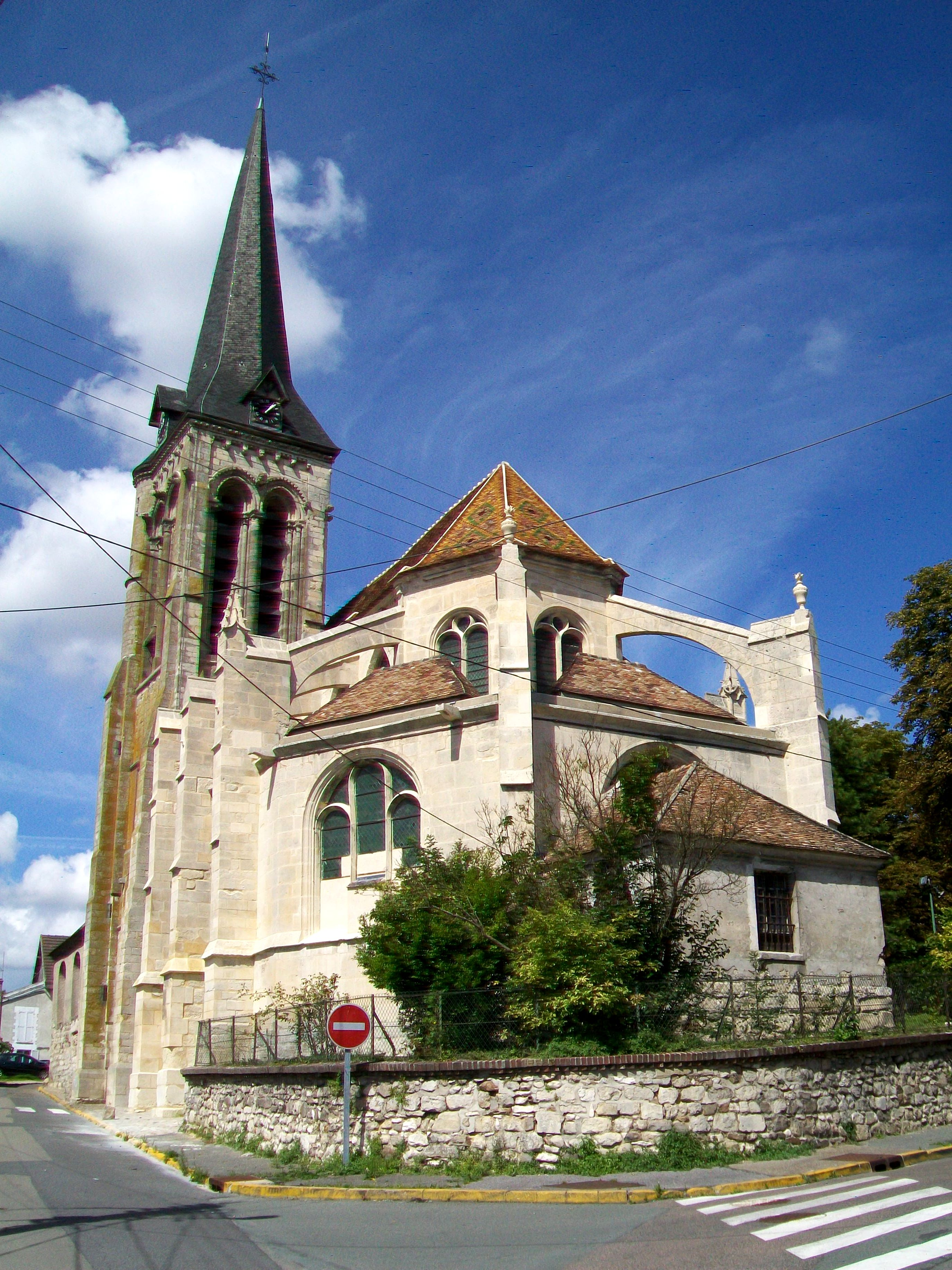
Vue depuis l'est.

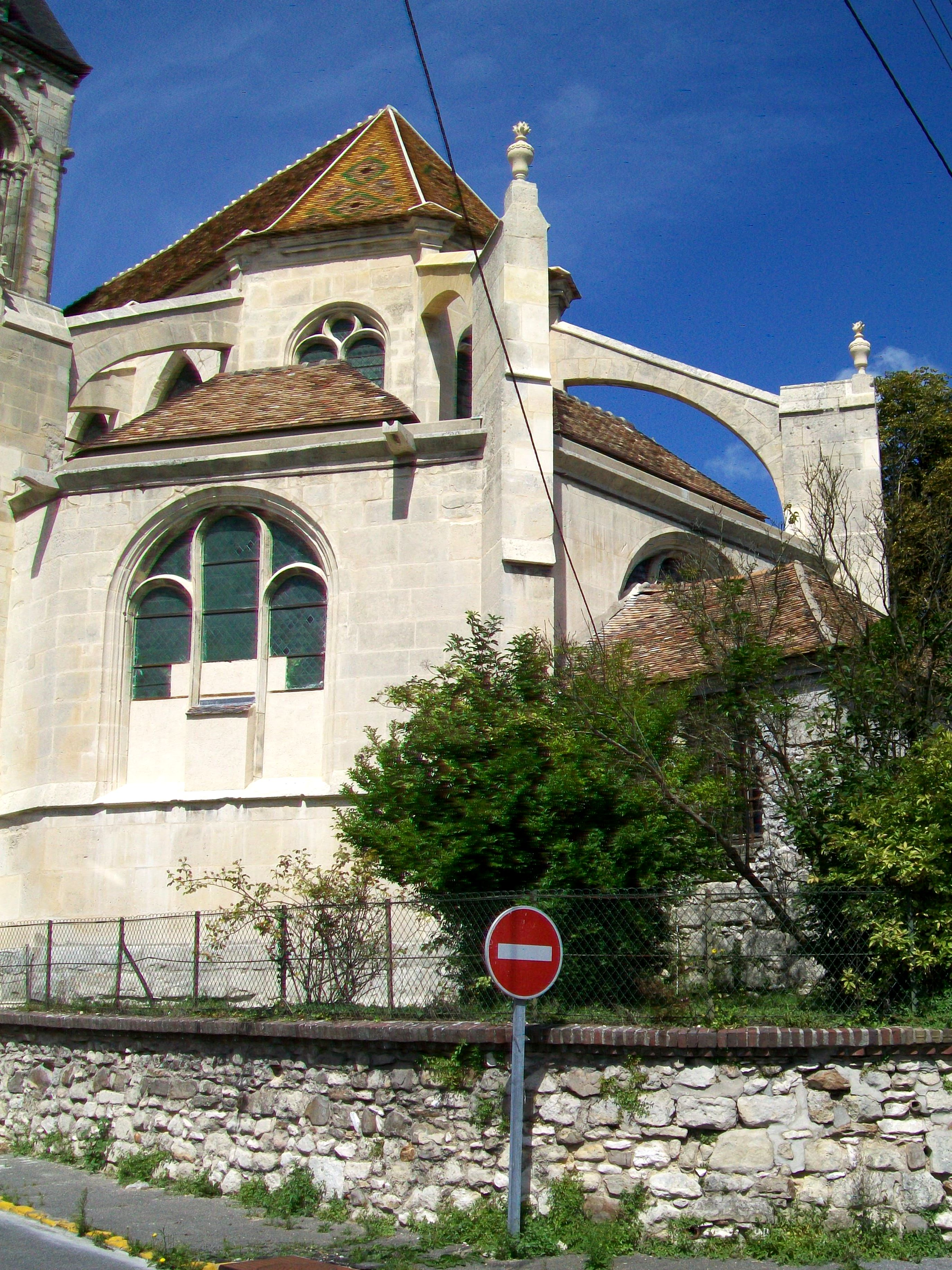
Déambulatoire, côté sud.

La façade occidentale se divise en quatre parties : la façade de la nef encore subdivisée horizontalement, et les façades des deux bas-côtés, qui en sont visuellement séparés par deux contreforts Renaissance comportant une niche plein cintre en hauteur, et recouverts de chaperons couronnés de boules. À gauche, le mur occidental du bas-côté sud est ajouré d'une baie en arc brisé dotée d'un remplage Renaissance standard avec deux arcades plein cintre surmontées d'un oculus. La partie inférieure de la façade de la nef est entièrement couverte par trois arcatures en arc brisé, celles de gauche et de droite étant aveugles et moins larges que celle du centre. Leurs archivoltes retombent sur des chapiteaux très abîmés. L'arcature centrale correspond au portail et possède une triple archivolte, retombant donc sur deux groupes de trois chapiteaux. Ces derniers ne sont pas supportés par des colonnes : les piédroits sont simplement constitués de deux ébrasements successifs. Le tympan est décoré de trois arcatures plein cintre aveugles. En dessous, la porte avec ses deux vantaux de bois de mauvaise qualité est en anse de panier. La partie supérieure de la façade bâtie au XVIe siècle est pour l'essentiel occupée par une très vaste baie en arc brisé, surmontée par un cordon d'oves et de rais de cœur. La baie est dépourvue de remplage. À droite, le mur occidental du bas-côté sud est bâti simplement en moellons, et le décor de la baie plein cintre est presque entièrement érodé.
L'édicule qui tient lieu de chapelle baptismale, mais qui a sans doute été conçu pour abriter le trésor de l'église, est assez intéressant. Conçu dans le style de la Renaissance, la partie inférieure de sa corniche est sculptée de motifs géométriques, et la frise de triglyphes, comportant des représentations de la Sainte Face sur le voile de sainte Véronique, repose sur des métopes. Les baies s'organisent sur deux niveaux ; elles sont rectangulaires et grillagées. — Au sud, le mur du bas-côté est toujours dépourvu de contreforts, et couronné en haut par une corniche à modillons. Le caractère roman de la base du clocher et de son premier étage reste clairement visible. L'on notera que les contreforts, assez plats, ne sont pas tous identiques, et ceux à l'est comportent des glacis très inclinés avant la fin du premier étage, mais se poursuivent au-delà. La baie méridionale en plein cintre du premier étage possède une double archivolte torique reposant sur des chapiteaux à colonnettes. Un cordon de dents de scie marque le début du second étage, ajouté au XIIIe siècle dans le style gothique. Cet étage est très richement décoré. L'angle sud-ouest est flanqué d'une tourelle d'escalier ronde percée de meurtrières, et chaque face est ajourée de deux hautes baies abat-son en tiers-point. Ces baies sont cantonnées de fines colonnettes à chapiteaux, s'inscrivant dans des archivoltes extérieures qui reposent au centre sur une colonne commune plus épaisse que les autres. Les archivoltes toriques retombent sur des têtes grimaçantes et sont surmontées par des cordons en dents de scie. Disposition rare, des têtes grimaçantes garnissent également les angles du clocher à la hauteur des impostes des fenêtres. En haut, chaque face du clocher se termine par une corniche faisant alterner modillons et billettes, et une seconde corniche de billettes succède sous la naissance du toit. Ce dernier, carré à la base, se développe en flèche octogonale très élancée. Atteignant la hauteur de 44 m à son sommet, soit plus que la longueur de l'édifice, elle est couverte d'ardoise.
Tout le chœur est bâti en pierre de taille, et l'exécution est très soignée, tout en restant sobre dans la décoration. Les murs gouttereaux du chœur et de ses collatéraux sont pourvus de fenêtres en tiers-point. Ceux du rez-de-chaussée arborent un remplage de deux lancettes aux têtes tréflées surmontées par un oculus quatre-feuilles. Les fenêtres hautes ne comportent pas de piédroits et sont dépourvues de remplage. L'abside ayant été entièrement rebâtie au XVIe siècle, ses baies sont plein cintre et dotées d'un remplage Renaissance standard, avec deux formes surmontées d'un oculus pour les baies hautes, et trois arcades plein cintre pour le rez-de-chaussée. Tous les contreforts se poursuivent par des arcs-boutants, et sont recouverts de chaperons. Ces derniers sont couronnés par des pinacles en ce qui concerne les derniers contreforts au nord et au sud, et par des vases devant le chevet. Sinon, le décor se restreint à des glacis sur les faces frontales des contreforts, et un glacis faisant le tour du chœur au niveau du seuil des fenêtres. Les tuiles du toit sont de trois couleurs. Les tuiles jaunes forment des losanges soulignés à l'intérieur par un contour en vert.

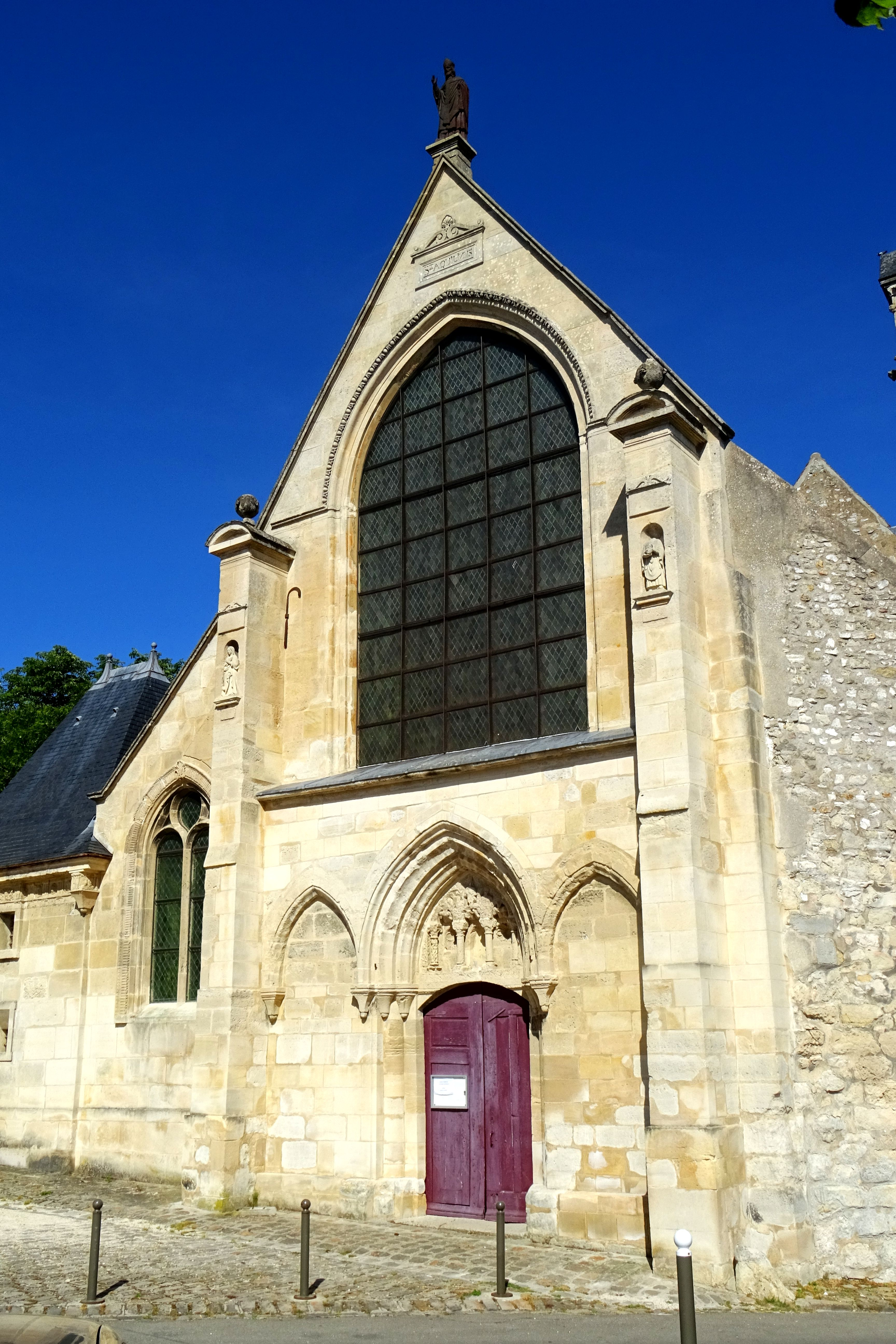
Façade occidentale après la restauration en 2013.
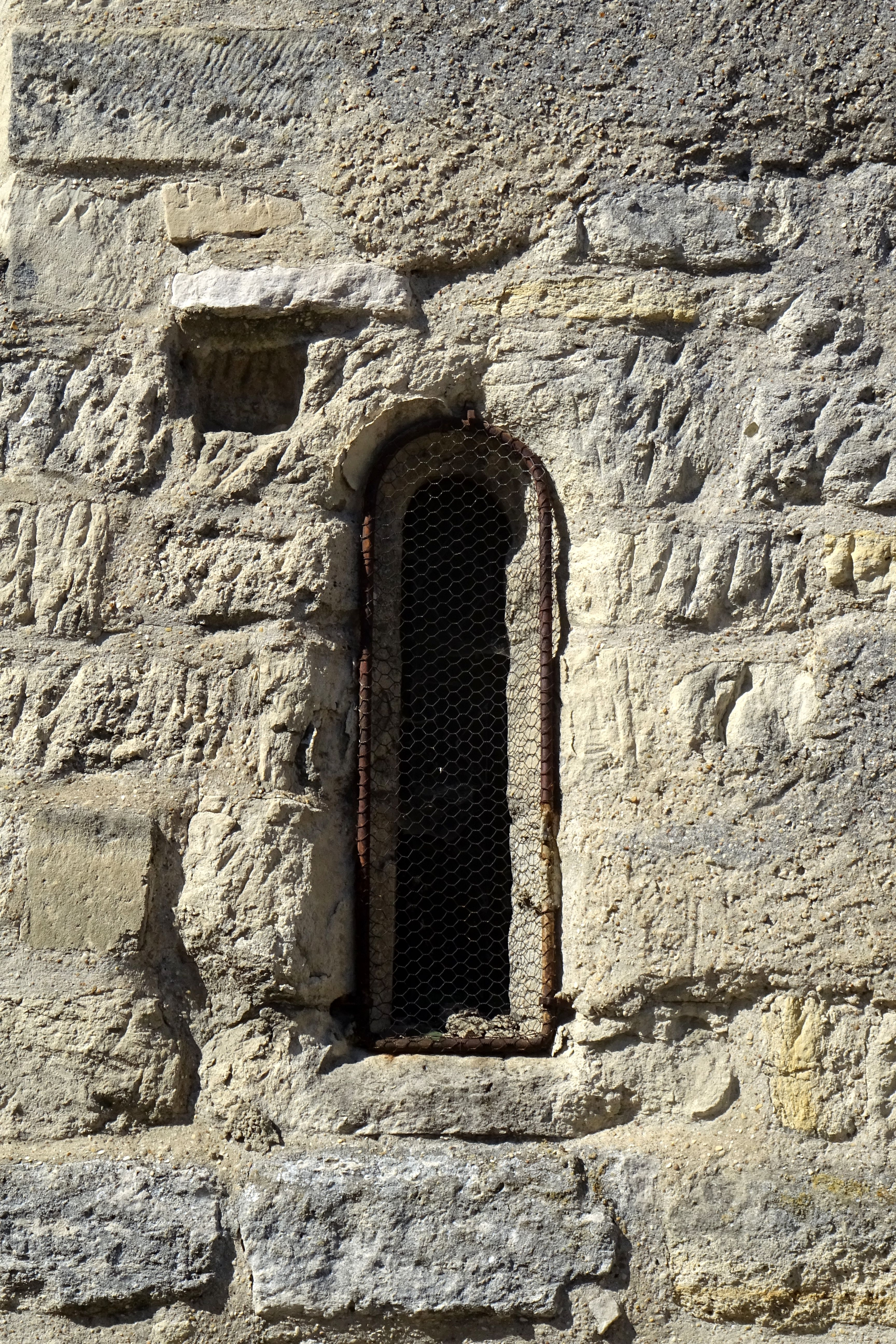
Fenêtre romane du bas-côté sud, vestige de la chapelle primitive.
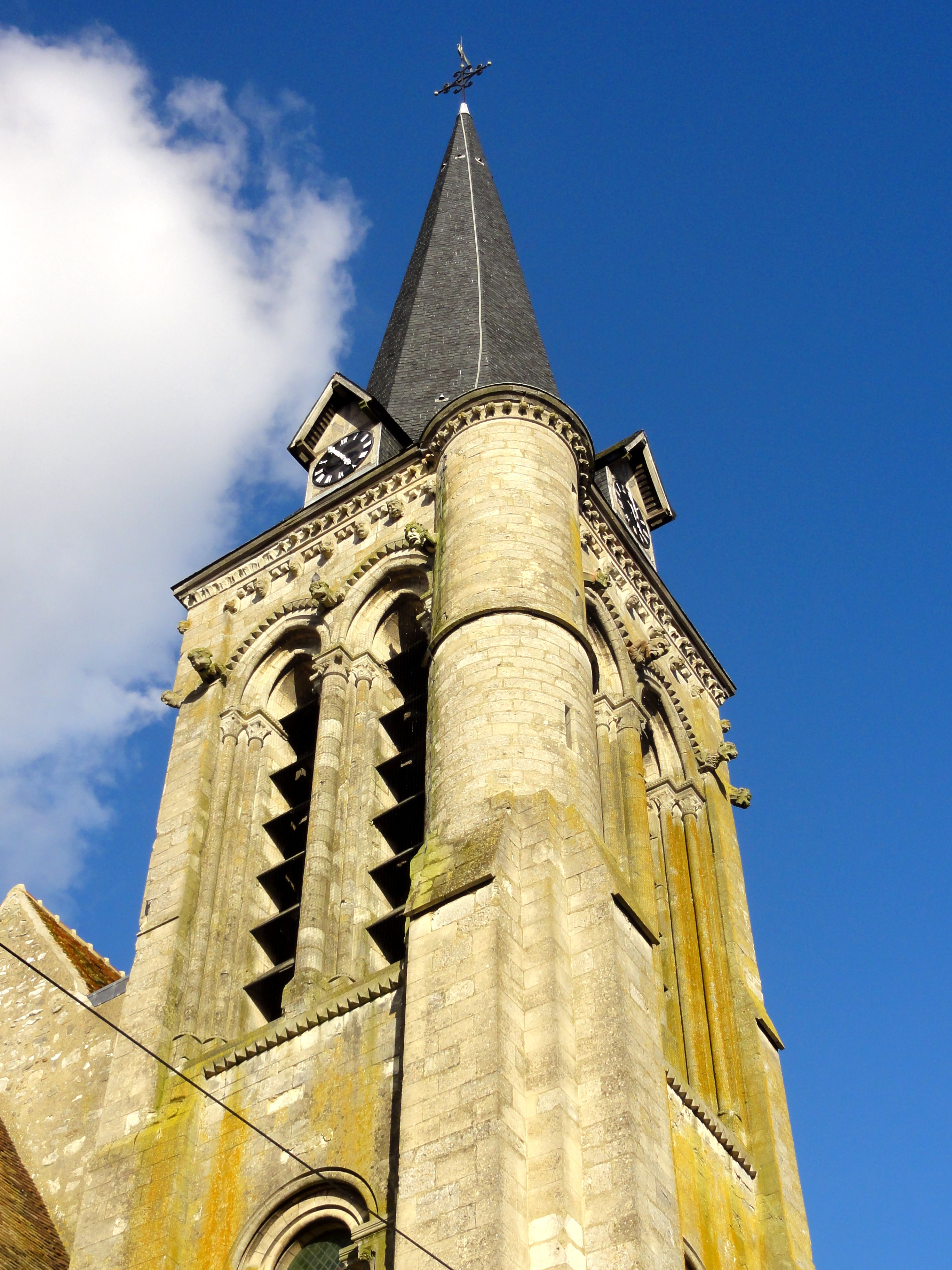
Clocher, étage de beffroi de style gothique.
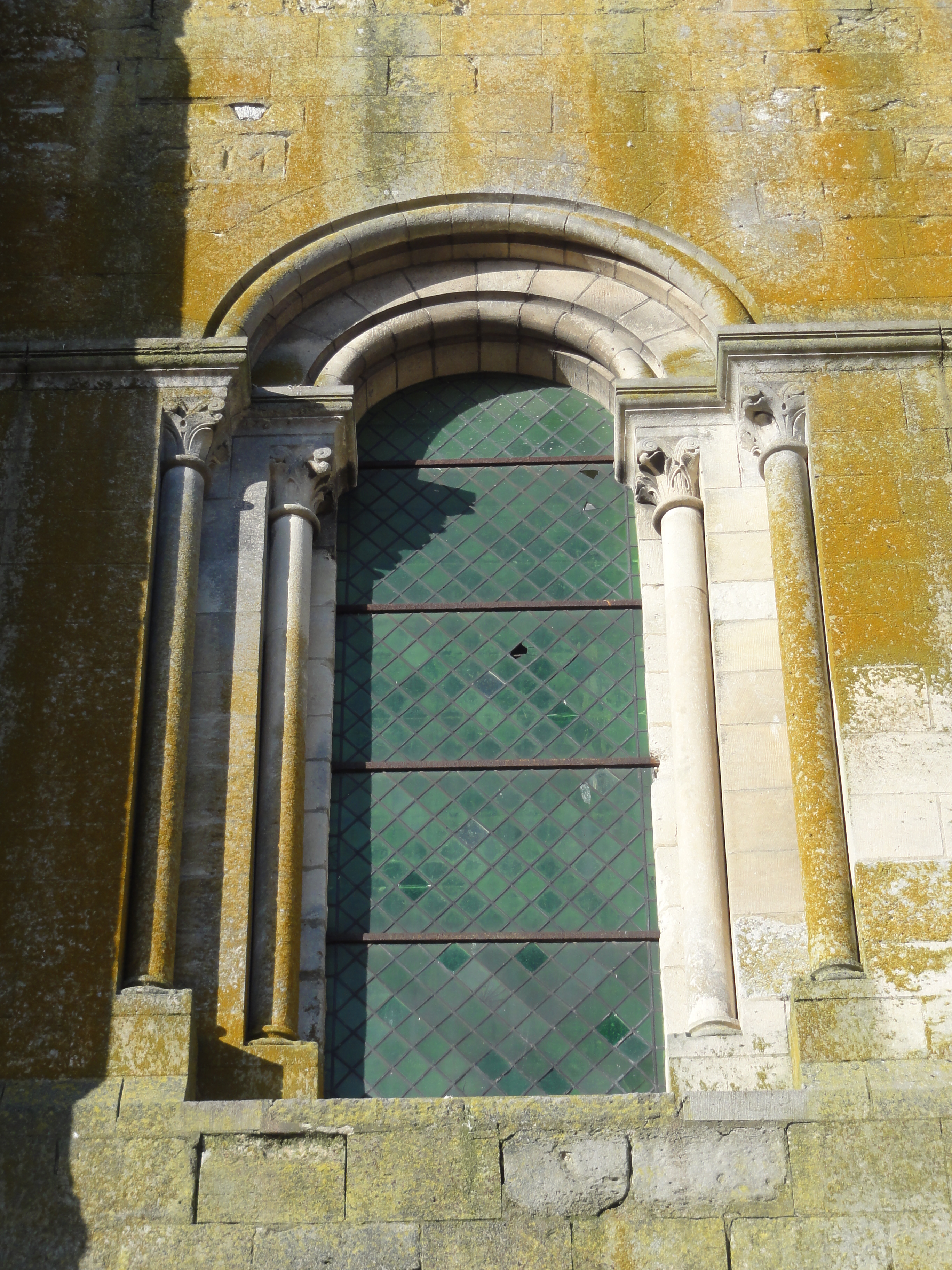
Fenêtre romane du 1er étage du clocher.
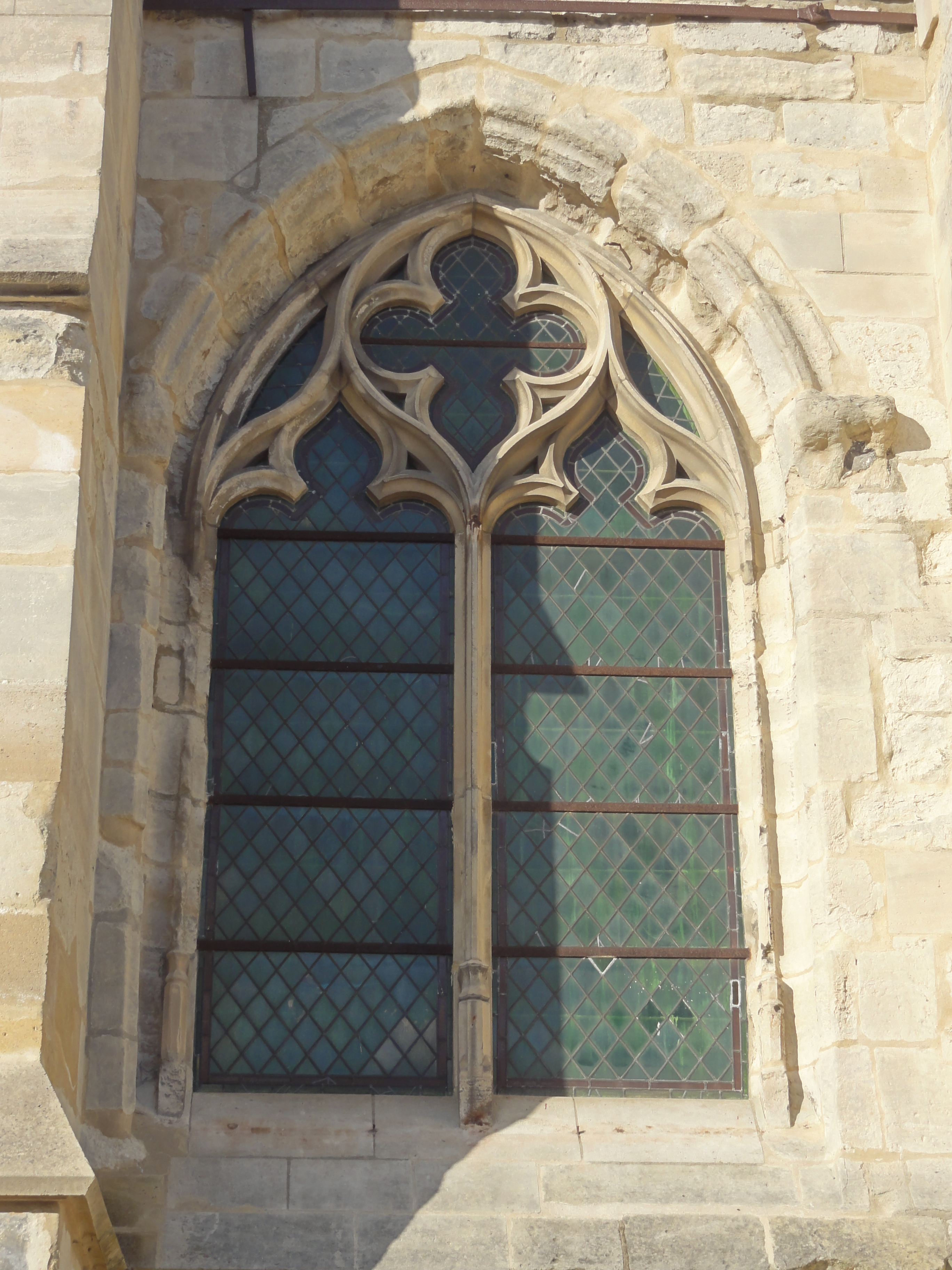
Fenêtre flamboyante de la dernière travée droite du chœur au sud.
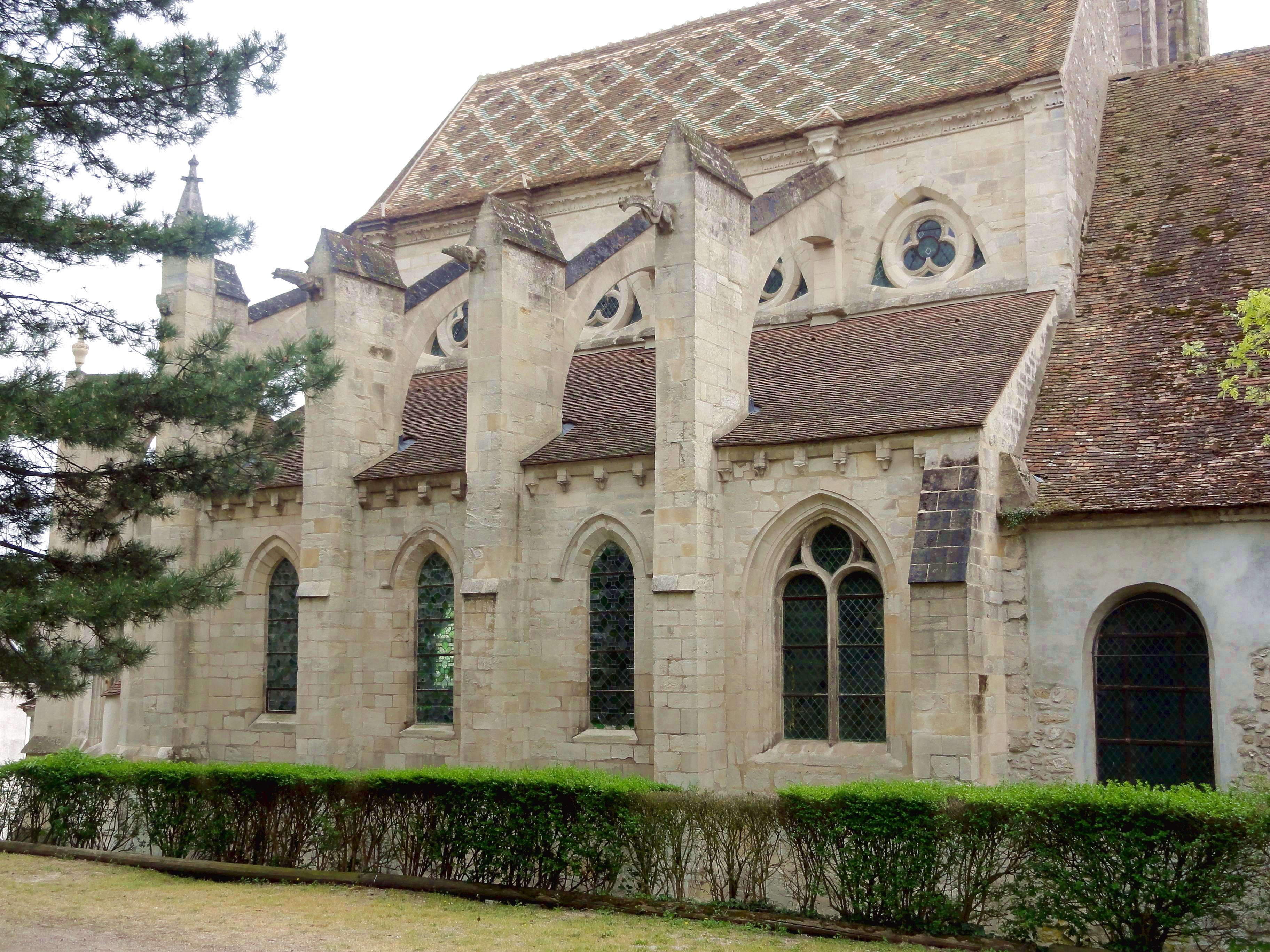
Chœur, vue depuis le nord-ouest.

### Intérieur

#### Nef et bas-côtés

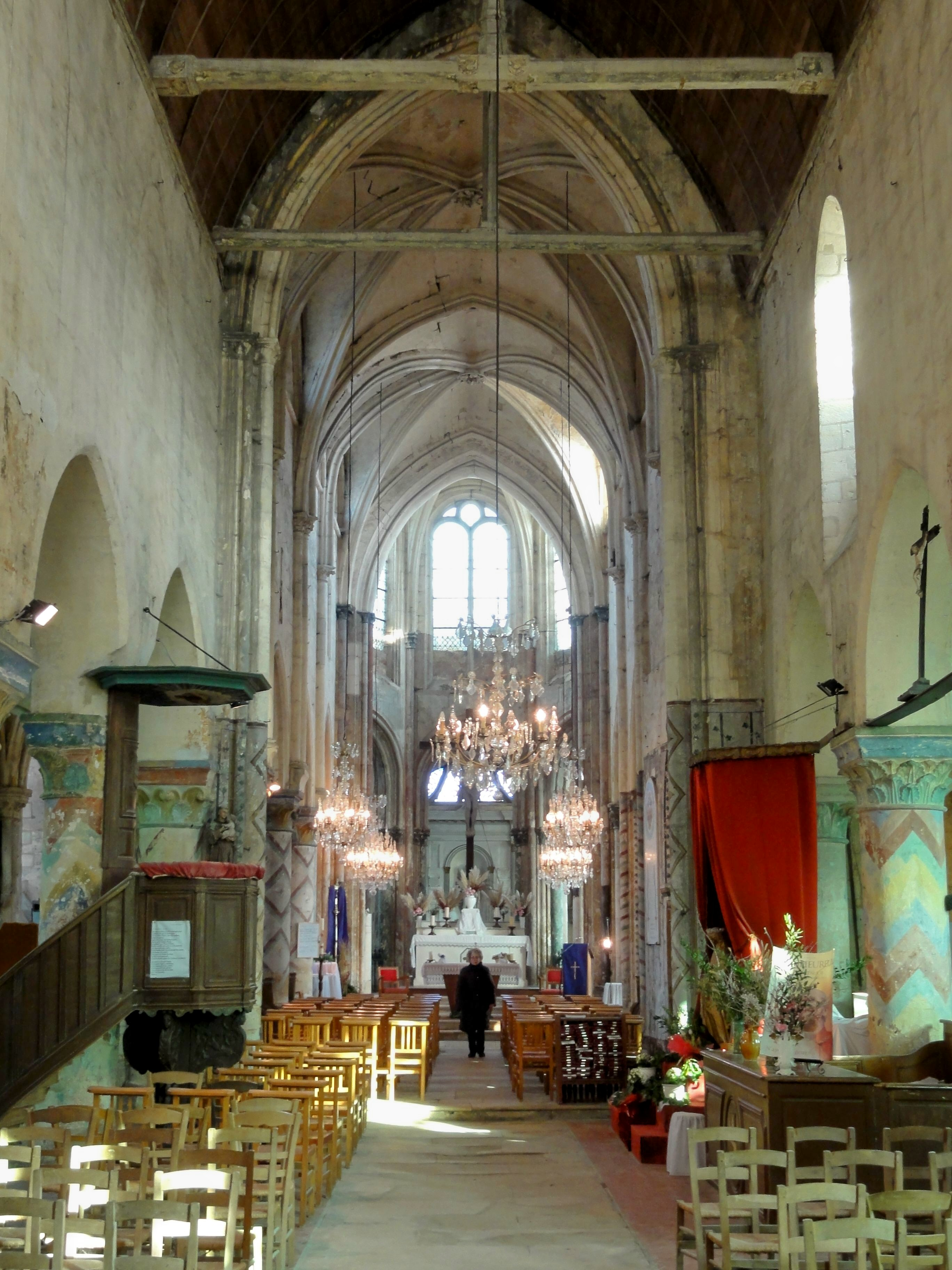
Vue générale intérieure.

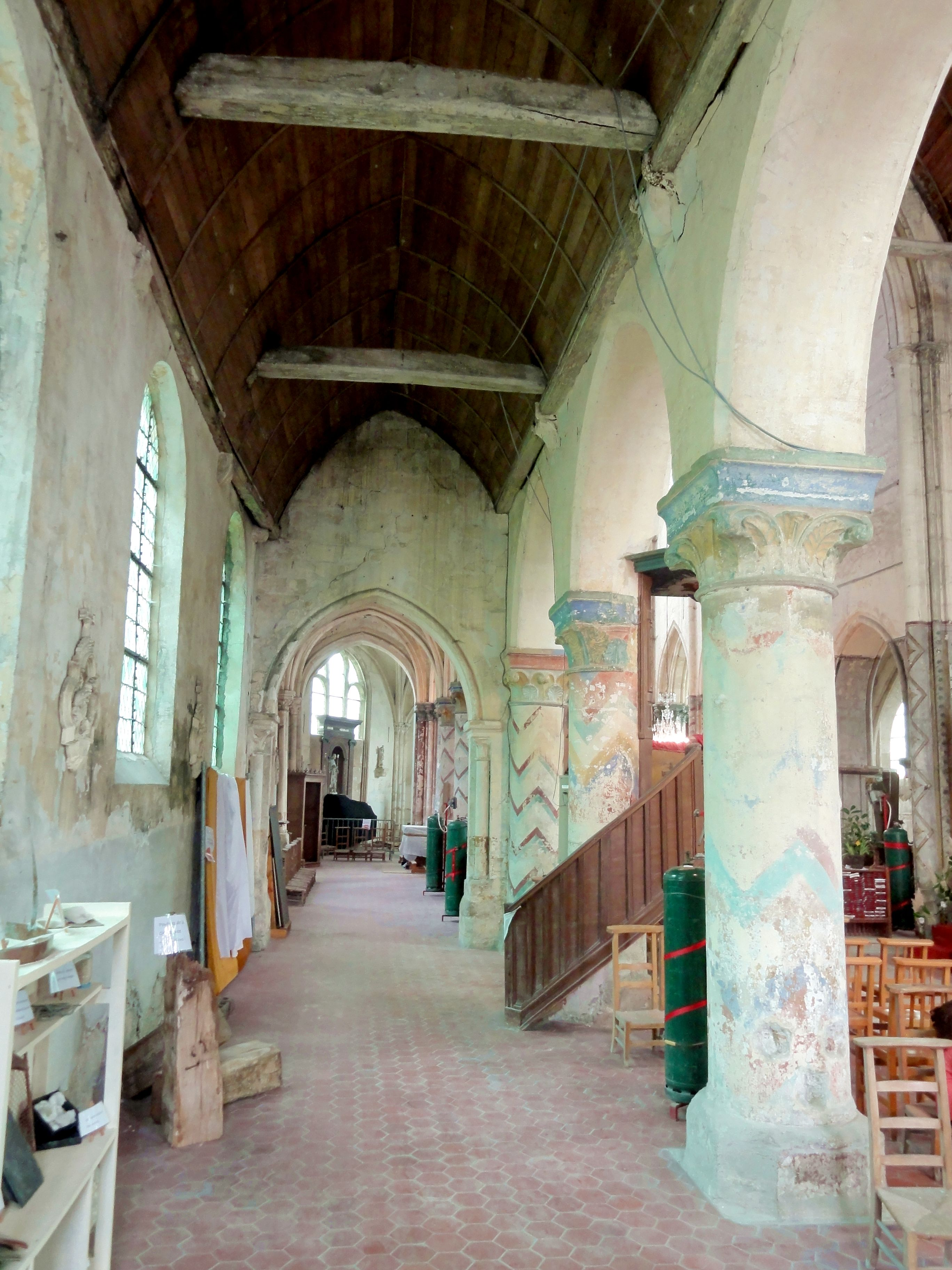
Bas-côté nord, vue vers l'est.

Tant la nef que le chœur communiquent avec les bas-côtés par de grandes arcades en tiers-point s'appuyant sur de gros piliers cylindriques, qui au XIXe siècle ont été peints de chevrons en gris et des coloris pastel. Dans la nef, les arcades elles-mêmes ne sont pas moulurées et simplement chanfreineés. Elles retombent sur les tailloirs carrés de gros chapiteaux garnis de grandes feuilles recourbées en crochets aux angles. Leur sculpture est assez diversifiée, et représente des palmettes et des feuillages stylisés en un ou deux rangs. L'on note que les tailloirs et chapiteaux ne sont pas dimensionnés pour recevoir des faisceaux de colonnettes, qui auraient dû être posés dessus en cas du voûtement de la nef. D'emblée, ce voûtement n'était donc pas prévu. Les fûts monocylindriques sont appareillés en tambour, et les bases sont modestement décorées d'un seul tore. Des socles octogonaux, n'émerge plus que la partie supérieure depuis l'exhaussement du sol en 1778. Comme fréquemment dans les nefs non conçues pour être voûtées, il n'y a pas de dispositions particulières au début et à la fin des grandes arcades : l'on y voit des demi-colonnes et des demi-chapiteaux des mêmes dimensions que les autres. — Sur les murs hauts de la nef, l'on distingue encore les traces des fenêtres hautes bouchées. Un seul témoin reste encore en place au-dessus du dernier pilier du sud. Cette baie est effectivement alignée au-dessus du pilier, comme l'étaient les autres baies, qui étaient donc au nombre de huit au total. C'est une disposition pas très fréquente, mais qui existe parfois dans les nefs du milieu du XIIe siècle, comme tout près à Fosses, ou un peu plus loin à Saint-Gervais de Pontpoint, dont la nef est un peu antérieure à celle de Fontenay et a maints égards analogue. D'autres exemples existent dans le Valois, dont à Béthancourt-en-Valois, Champlieu, commune d'Orrouy, Gilocourt, Glaignes et Orrouy. L'idée est de ménager la hauteur de la nef, car comme on peut facilement le constater, le glacis en dessous de la fenêtre descend plus bas que le sommet des grandes arcades. Reste à mentionner la très vaste baie du XVIe siècle ajourant le mur occidental et compensant largement le bouchage des fenêtres hautes du XIIe siècle. En dessous, se situe la tribune en bois comportant le buffet d'orgue évidé,.
Les bas-côtés sont recouverts d'une charpente en carène renversée à l'instar de la nef, sauf le bas-côté sud au niveau des dernières grandes arcades, où la fenêtre haute subsiste au-dessus, et où le mur gouttereau n'a pas été rehaussé. Ici le plafond est lambrissé, et la charpente repose sur des corbeaux moulurés. Un décrochement peu esthétique existe entre les deux types de plafond, mais le mérite est que la disposition primitive du XIIe siècle a au moins en partie été conservée. Deux étroites baies romanes  fortement ébrasées subsistent dans le soubassement des fenêtres, et témoignent de la précédente église ou plutôt chapelle. De telles survivances sont rares, car les fenêtres étaient plus couramment situées en hauteur à la période romane. La position très basse paraît étonnante, et ne s'explique qu'en partie par le rehaussement du sol : l'on ne peut pas exclure qu'il s'agissait déjà d'un bas-côté à la période romane, et non d'un vaisseau central,. Sinon, les bas-côtés ont peu de caractère. Les arcades vers les collatéraux du chœur sont différentes toutes les deux : celle du sud est simplement chanfreiné et décoré d'impostes moulurés, car la première travée du collatéral sud n'est autre que la base du clocher roman. Celle du nord est tout au contraire contemporaine du chœur et présente un profil d'un méplat entre deux tores, et les piédroits y sont garnis d'une colonnette à chapiteau de chaque côté. Une particularité est à noter à l'angle entre la chapelle des fonts baptismaux et le mur occidental. C'est le vestige d'une tourelle d'escalier interne et aujourd'hui condamnée. Œuvre de Nicolas de Saint-Michel de 1583, le mur de cette tourelle présente une fenêtre richement décorée, ainsi que le vestige d'une frise sur un entablement courbe. La chapelle baptismale elle-même est fermée par une porte et sert de débarras,.

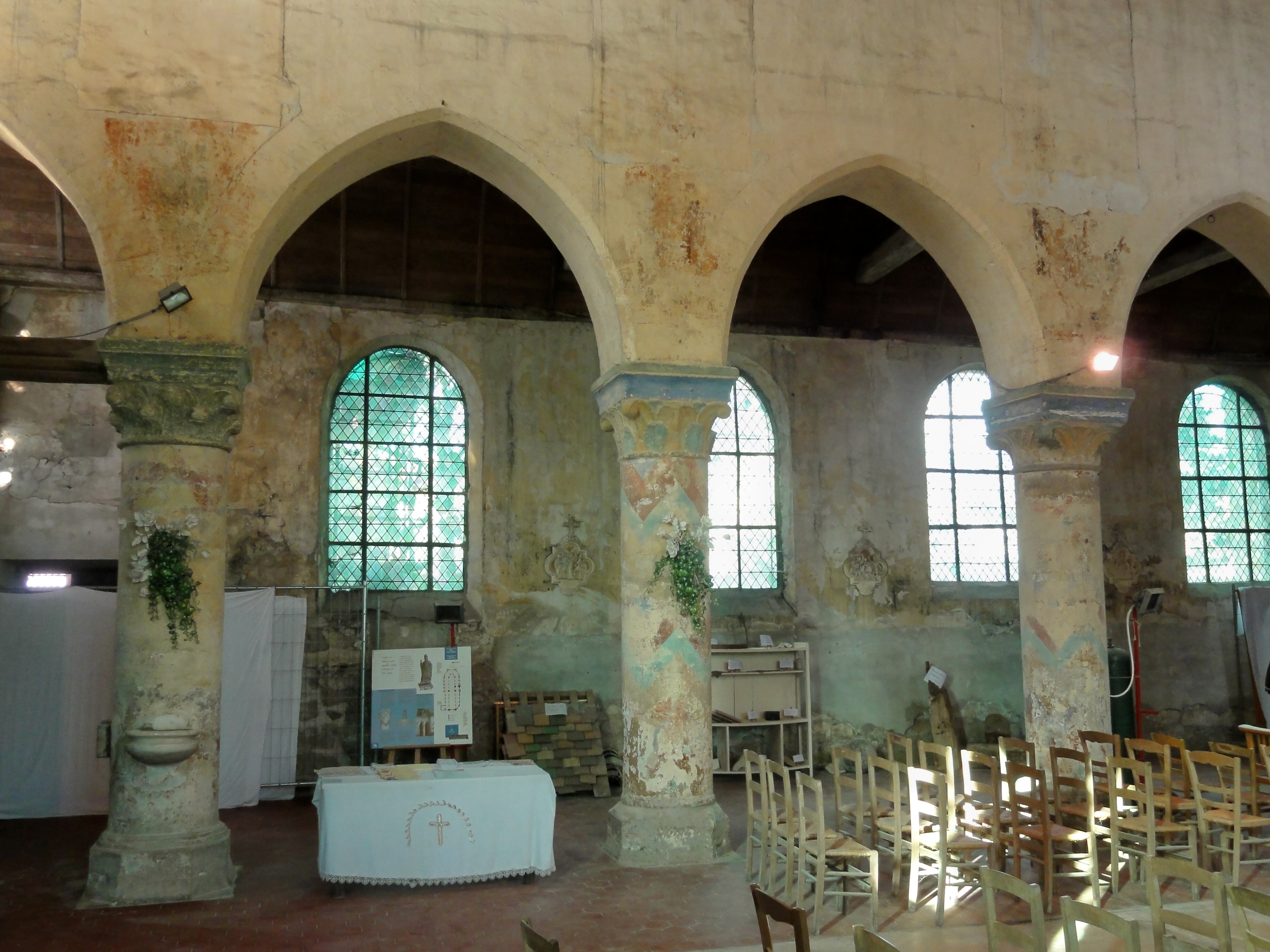
Grandes arcades du nord.
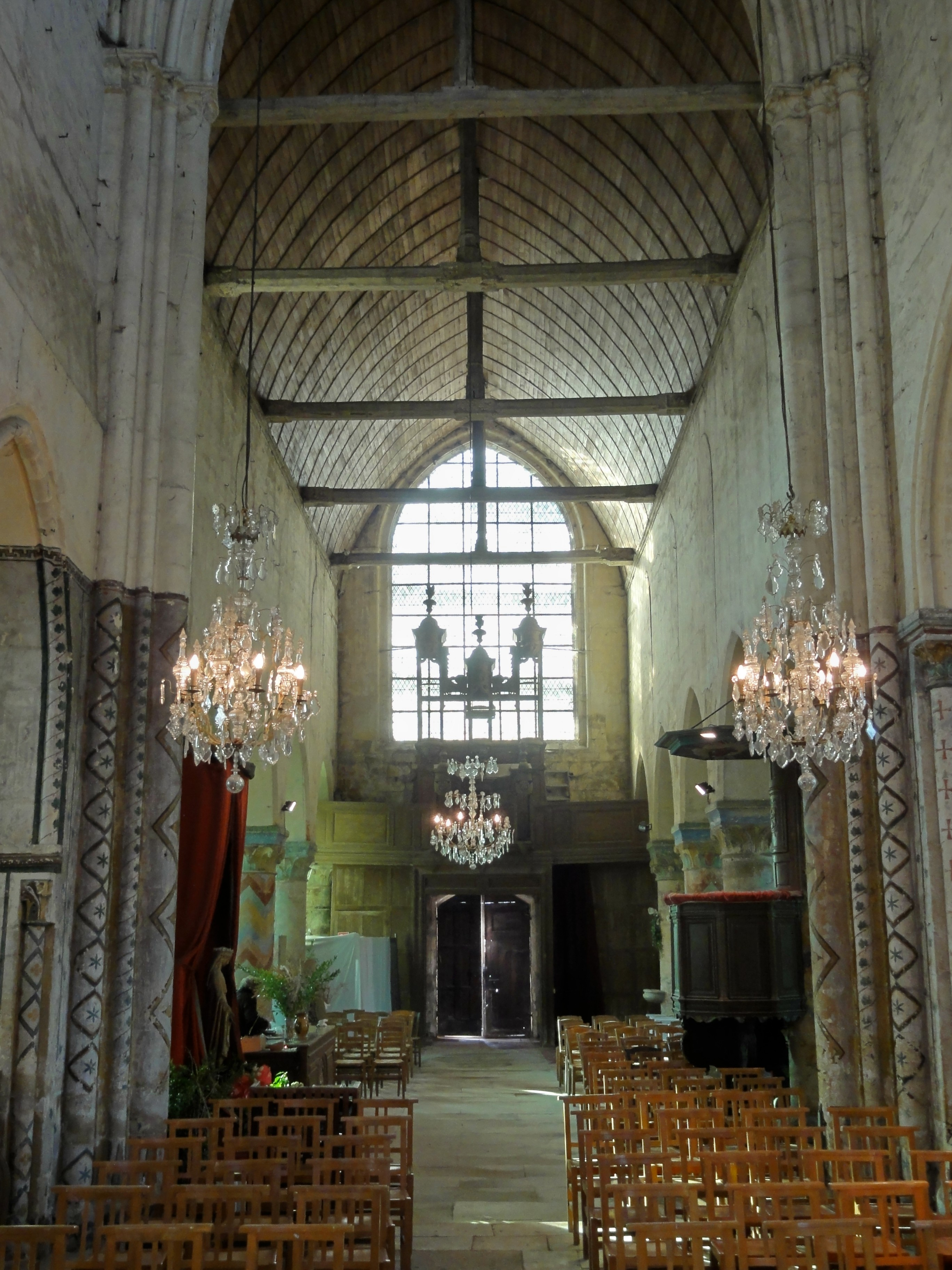
Nef, vue vers le portail.
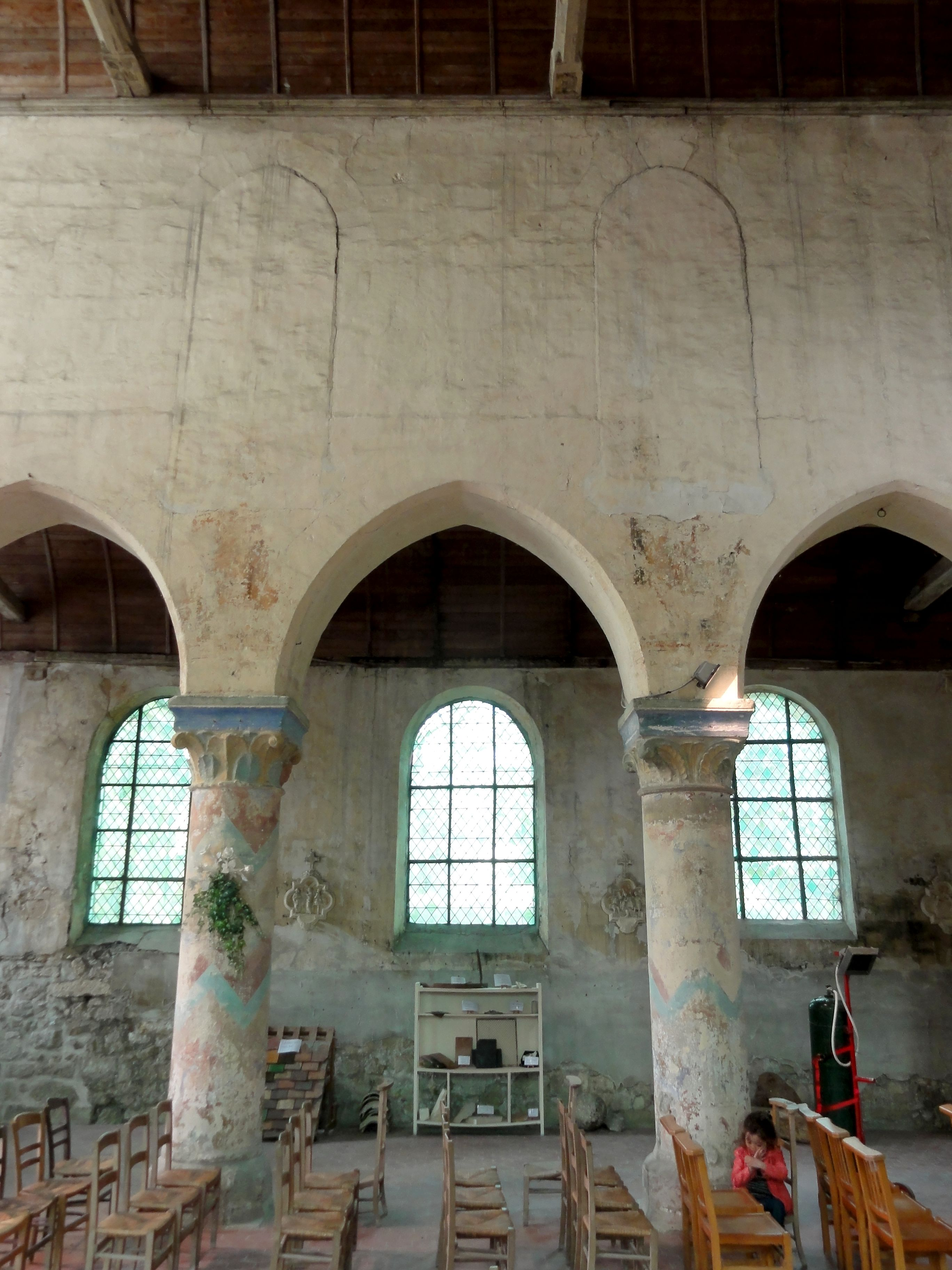
Nef, élévation nord.
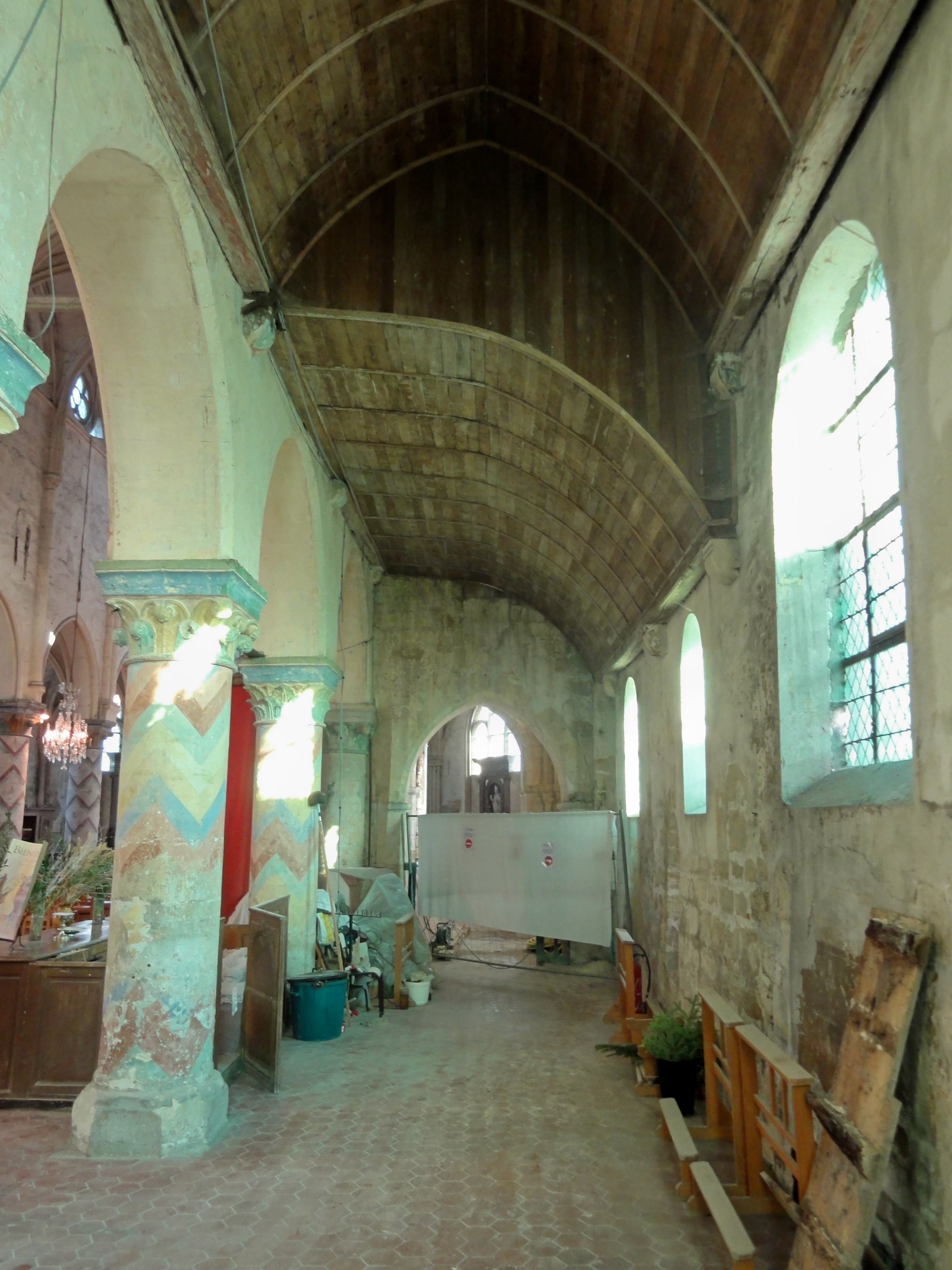
Bas-côté sud.
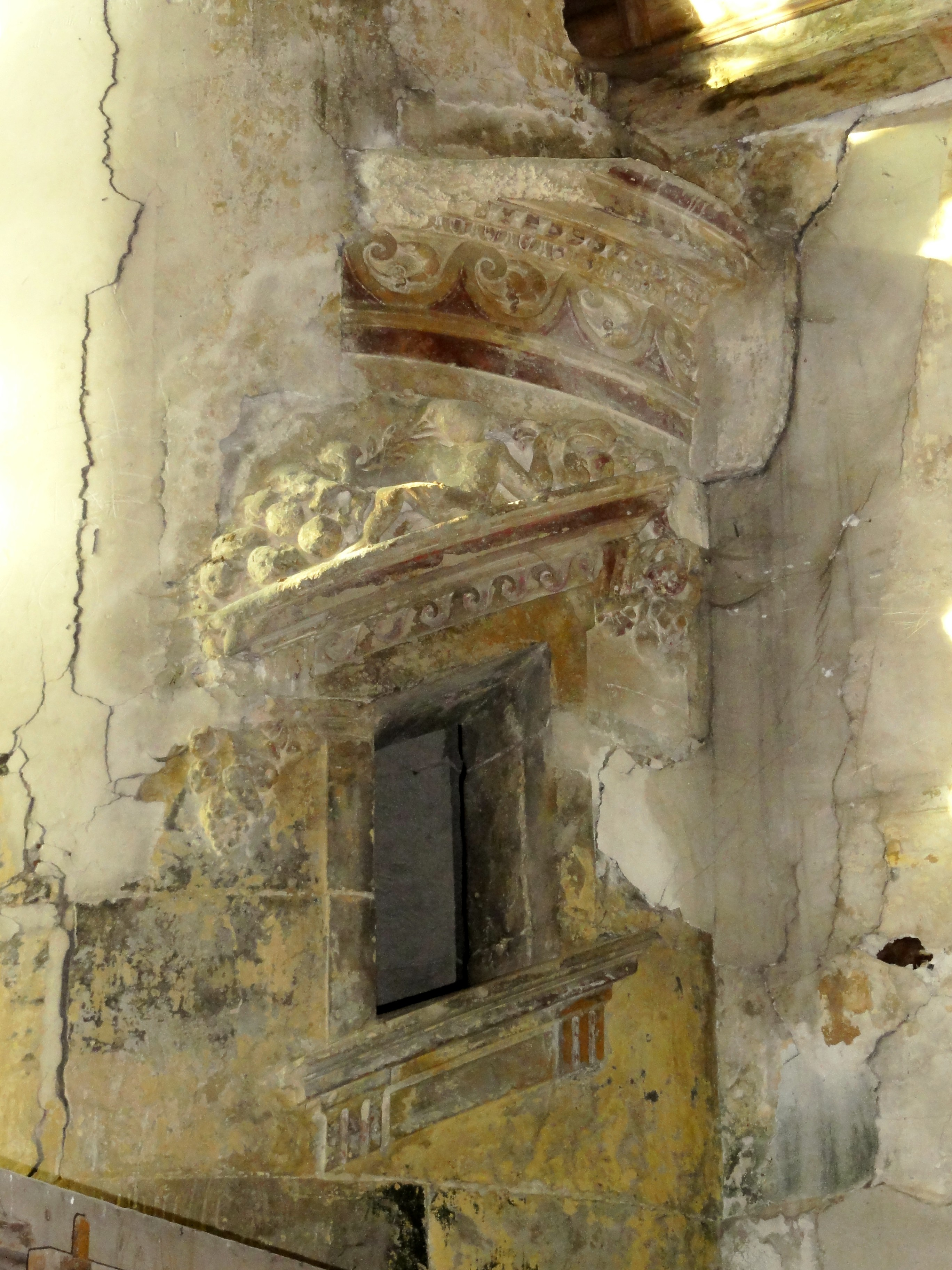
Fenêtre de la tourelle d'escalier de 1583.
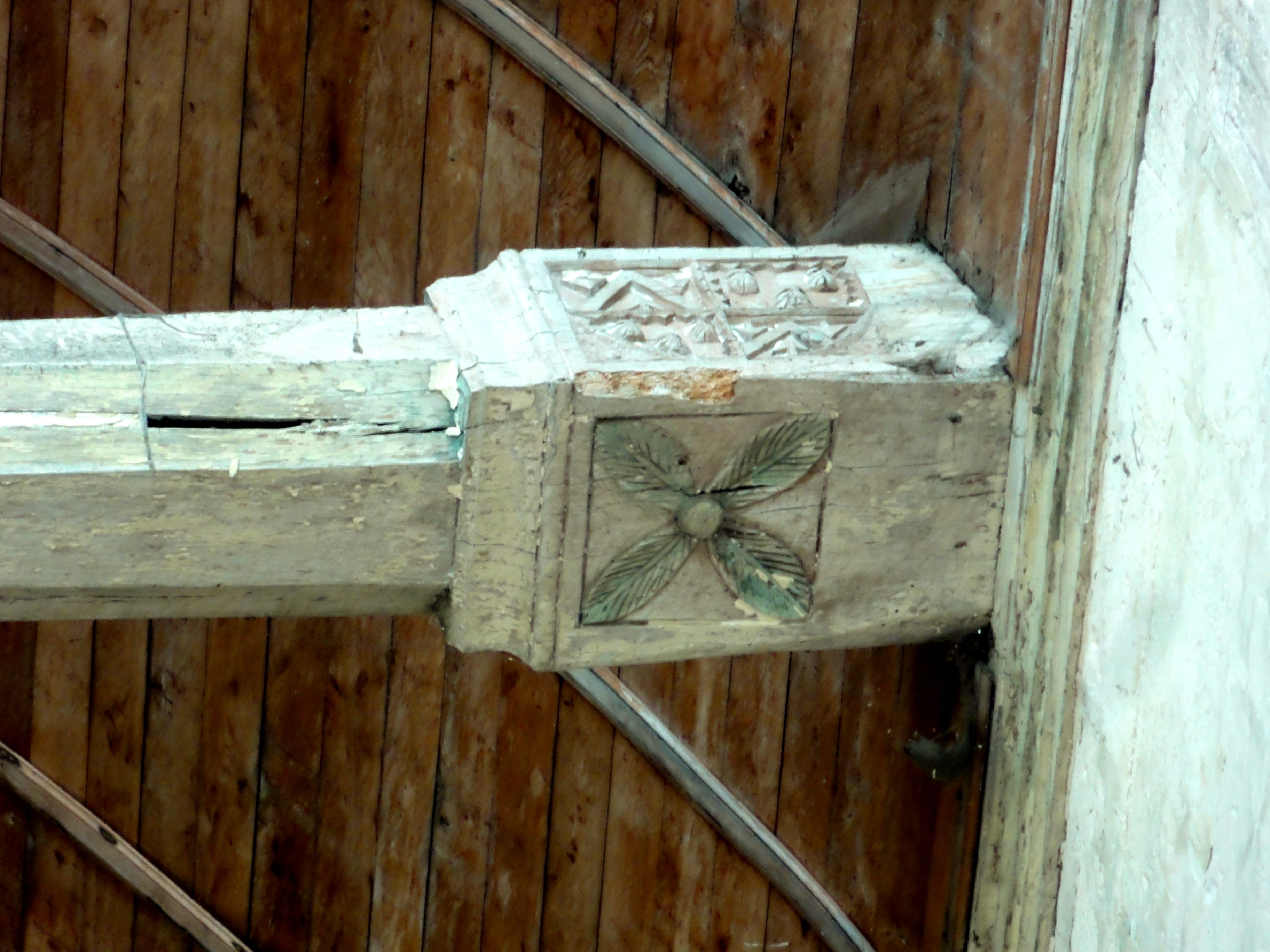
Détail de la charpente.

#### Chœur

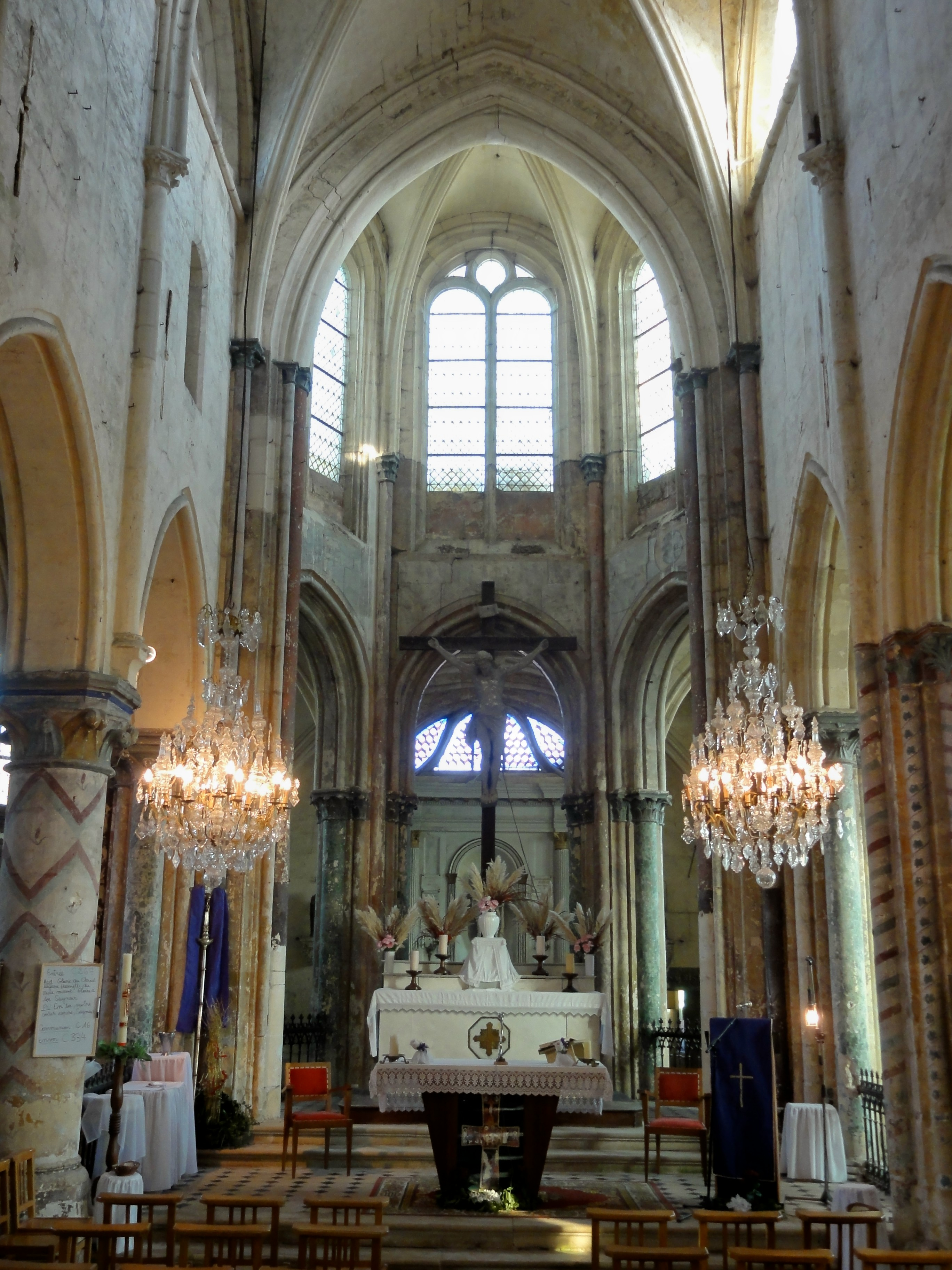
Vue générale du chœur.

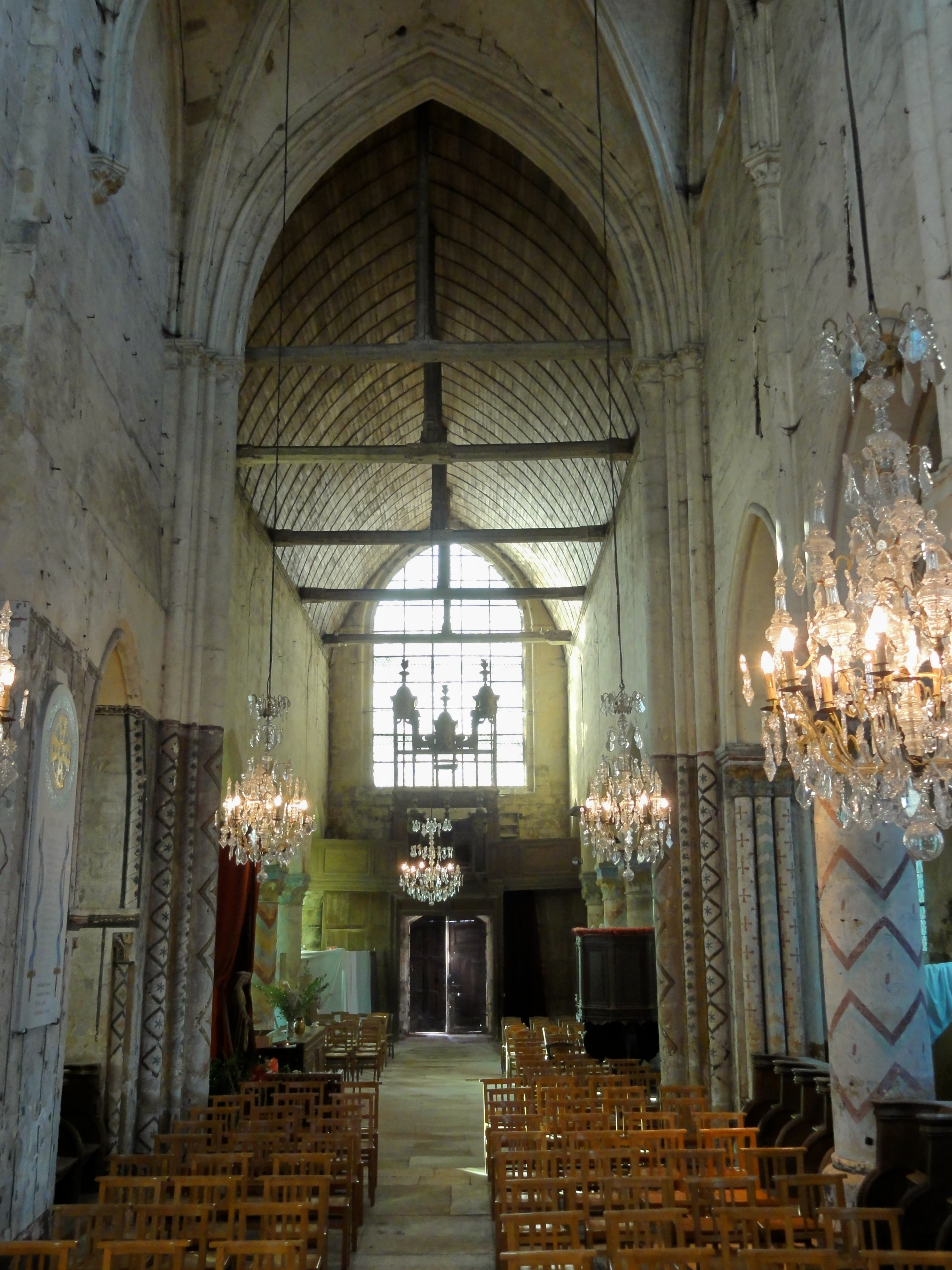
Chœur, vue vers l'ouest.

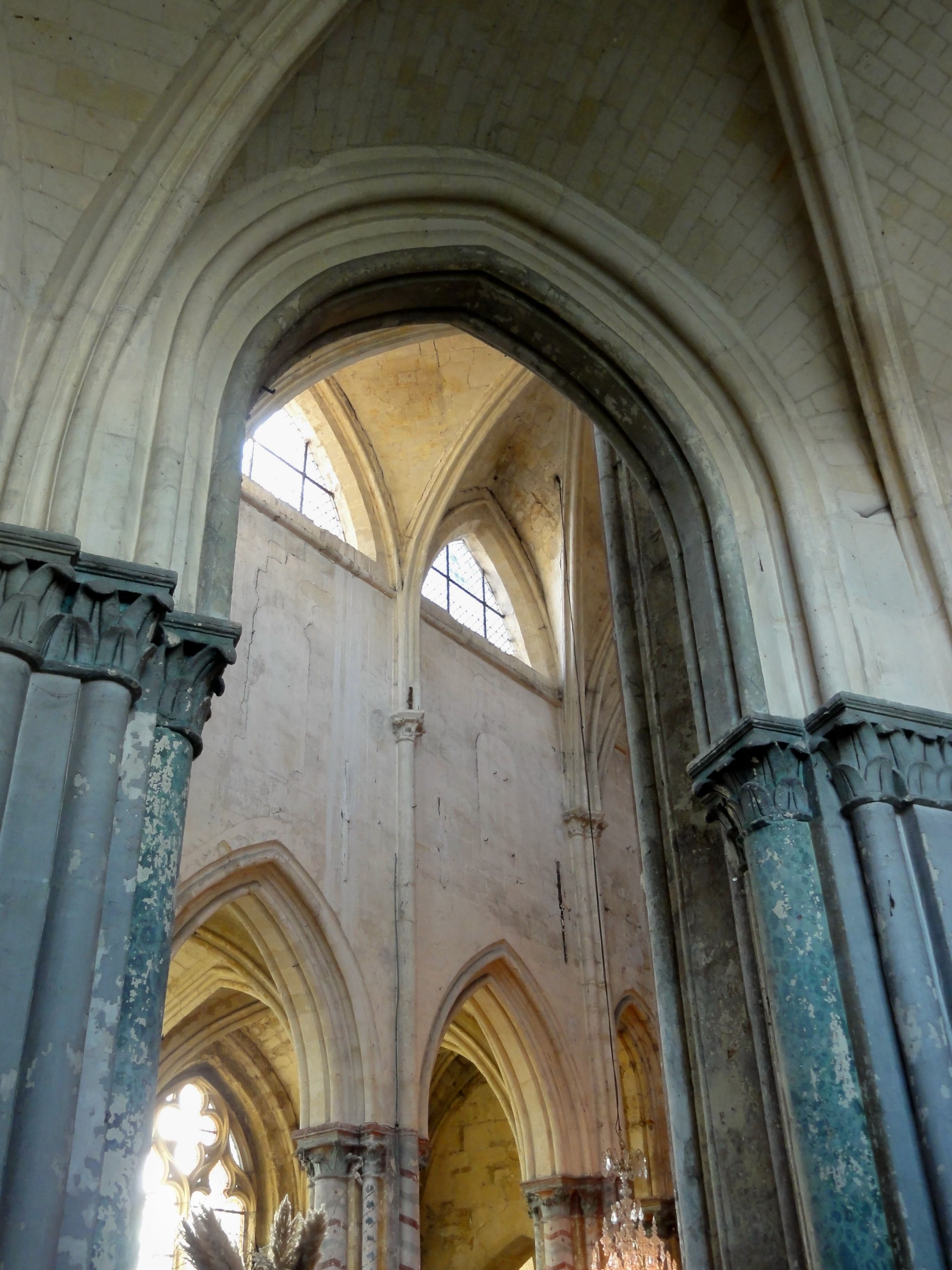
Vue du collatéral nord sur le mur sud du chœur.

Le chœur se compose de deux parties bien distinctes, à savoir la partie droite et l'abside, qui sont de même hauteur mais se différencient par leur élévation et par l'organisation des supports. Ceux-ci sont par ailleurs différents au nord et au sud de la partie droite. De même hauteur que la nef, elle communique avec celle-ci par un arc triomphal reposant sur des faisceaux d'une colonne et de trois colonnettes engagées, une vers la nef et deux vers le chœur. Ils supportent les doubleaux secondaires et les ogives. La partie droite du chœur est subdivisées en deux travées doubles recouvertes par deux voûtes sexpartites, qui ont deux branches d'ogives supplémentaires perpendiculaires à l'axe du vaisseau. Ce type de voûtement permet d'obtenir des formerets hautes et étroites, ce qui est optimal pour rapprocher les fenêtres hautes et créer un nombre suffisant de fenêtres. Le procédé est couramment utilisé pendant la seconde moitié du XIIe siècle, et l'idée est de ménager la hauteur des murs gouttereaux (car les arcs-boutants n'existent pas encore) sans pour autant renoncer à des fenêtres hautes. Mais d'habitude, seules les églises importantes ont bénéficié de voûtes sexpartites, et elles se font rares dans les églises rurales. Dans le Val-d'Oise, l'église Saint-Symphorien de Nesles-la-Vallée est la seule dont la nef est entièrement couverte de voûtes sexpartites, et dans l'Oise, l'on ne peut guère citer que l'église Saint-Vaast d'Angicourt et la collégiale Saint-Frambourg de Senlis. Le plus souvent, seulement une ou deux travées sont concernées, comme à Bagneux, Ermenonville, Gonesse, Longpont-sur-Orge, Saint-Jean-aux-Bois, Sommereux, et dans l'église Saint-Julien-le-Pauvre de Paris. Dans l'abbatiale de Chaalis (détruite), à Beaumont-sur-Oise, Saint-Leu-d'Esserent et dans la collégiale de Champeaux, l'ampleur de l'édifice justifie par contre amplement le voûtement sexpartite. À Fontenay, la motivation du voûtement sexpartite pose question, car les fenêtres hautes sont bien petites et n'occupent que la moitié de l'espace circonscrit par la lunette de la voûte. Ce sont des fenêtres triangulaires, dont la plupart a perdu son remplage sous la forme d'un trèfle. Dans la région, seules les églises de Cambronne-lès-Clermont, de Champagne-sur-Oise et de Triel possèdent de telles fenêtres triangulaires datant du XIIIe siècle. En dessous des fenêtres, règnent des murs plats et aveugles, gardant encore des traces de baies uniques ouvertes sur les combles des collatéraux. C'est l'alternative la plus économique du triforium qui toutefois ne constitue pas un apport sur le plan esthétique,.
Les clés de voûte sont des couronnes de feuillages. — Le voûtement sexpartite implique une alternance entre « temps forts » et « temps faibles », c'est-à-dire entre des faisceaux de trois colonnettes correspondant aux ogives et doubleaux, et des colonnettes uniques correspondant aux branches d'ogives supplémentaires. Tant au nord qu'au sud, ces colonnettes sont munis de chapiteaux au niveau de la naissance des voûtes, que les formerets n'atteignent qu'au niveau des temps forts. Au niveau des temps faibles, ils se fondent dans les ogives près du tore qui court en dessous du seuil des fenêtres. C'est une disposition rare avant la période flamboyante. Au nord, les colonnettes s'arrêtent sur des tablettes posées en encorbellement sur les tailloirs des chapiteaux des grandes arcades, qui quant à elles ressemblent fortement à celles de la nef. Elles sont cependant un peu plus élevées, et moulurées de la même façon que l'arcade séparant le bas-côté nord de la nef du collatéral nord du chœur (un méplat entre deux tores). Ces grandes arcades ressemblent fortement à celles de la nef de Champagne-sur-Oise, datant de 1230-1235 environ. Au sud tout au contraire, les colonnettes descendent jusqu'au sol, et les grandes arcades sont à double rouleau. Elles ne reposent plus sur des piliers monocylindriques, mais des piliers cruciformes, auxquels les supports des hautes-voûtes et les demi-colonnes des grandes arcades ainsi que des doubleaux des bas-côtés sont adossés. Les angles rentrants accueillent les colonnettes supportant le rang de claveaux supérieur des grandes arcades. Par ailleurs, la présence de la base du clocher roman impose une irrégularité : La première grande arcade du sud est moins élevée que les autres et a simple rouleau ; ses piédroits sont flanqués d'une colonnette à chapiteau de chaque côté, comme l'arcade à l'intersection des bas-côtés de la nef et du chœur au nord. Un pan de mur aveugle succède à cette arcade, et le temps faible se réduit à un cul-de-lampe en hauteur. Puis la seconde grande arcade se trouve réduite en largeur, et obtient de ce fait sa forme surhaussée,.
L'élévation de l'abside ne comporte plus que deux étages, celui des grandes arcades et celui des fenêtres hautes. Ce changement de parti pour l'abside est assez courant, mais il paraît plus inhabituel que l'abside ne comporte aucune partie droite, et qu'elle soit néanmoins séparée des travées droites du chœur par une sorte de deuxième arc triomphal. Ce constat ainsi que la présence d'un formeret au-dessus de l'arc triomphal permet de penser que le chœur devait se terminer provisoirement par un chevet plat, disposition très courante dans la région. Les grandes arcades répondent aux mêmes principes que les grandes arcades au sud du chœur, mais se trouvent légèrement surhaussées du fait d'une largeur réduite. L'abside est d'un bel effet, et l'architecte a réussi à éviter pratiquement la présence de murs nus entre les grandes arcades et les fenêtres hautes, en couvrant le déambulatoire par des toits en appentis faiblement inclinés, et en faisant descendre le remplage des fenêtres en dessous de la limite réelle de la verrière. Ce sont des fenêtres de type Renaissance vraisemblablement postérieures à 1567,.

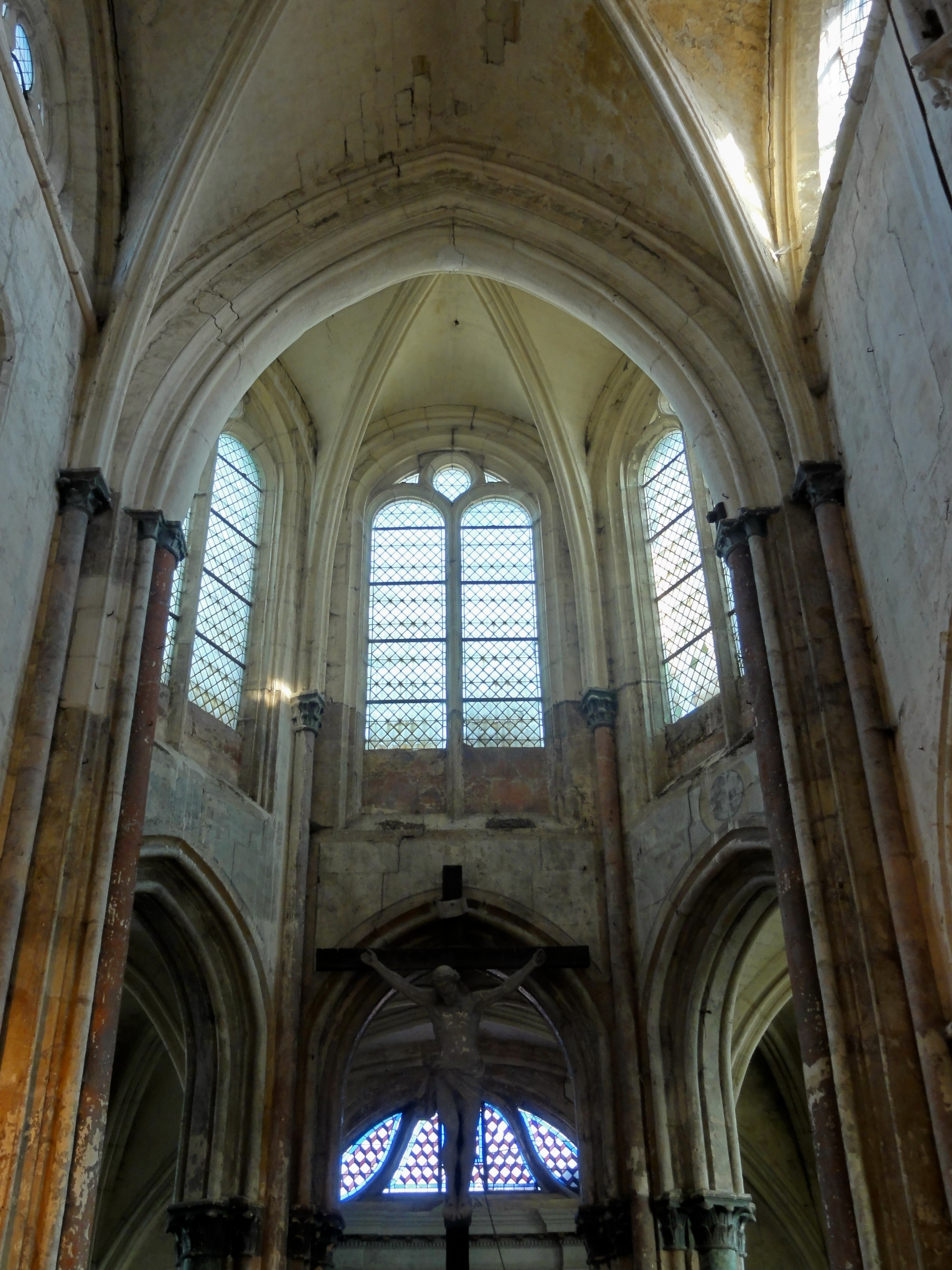
Abside, parties hautes.
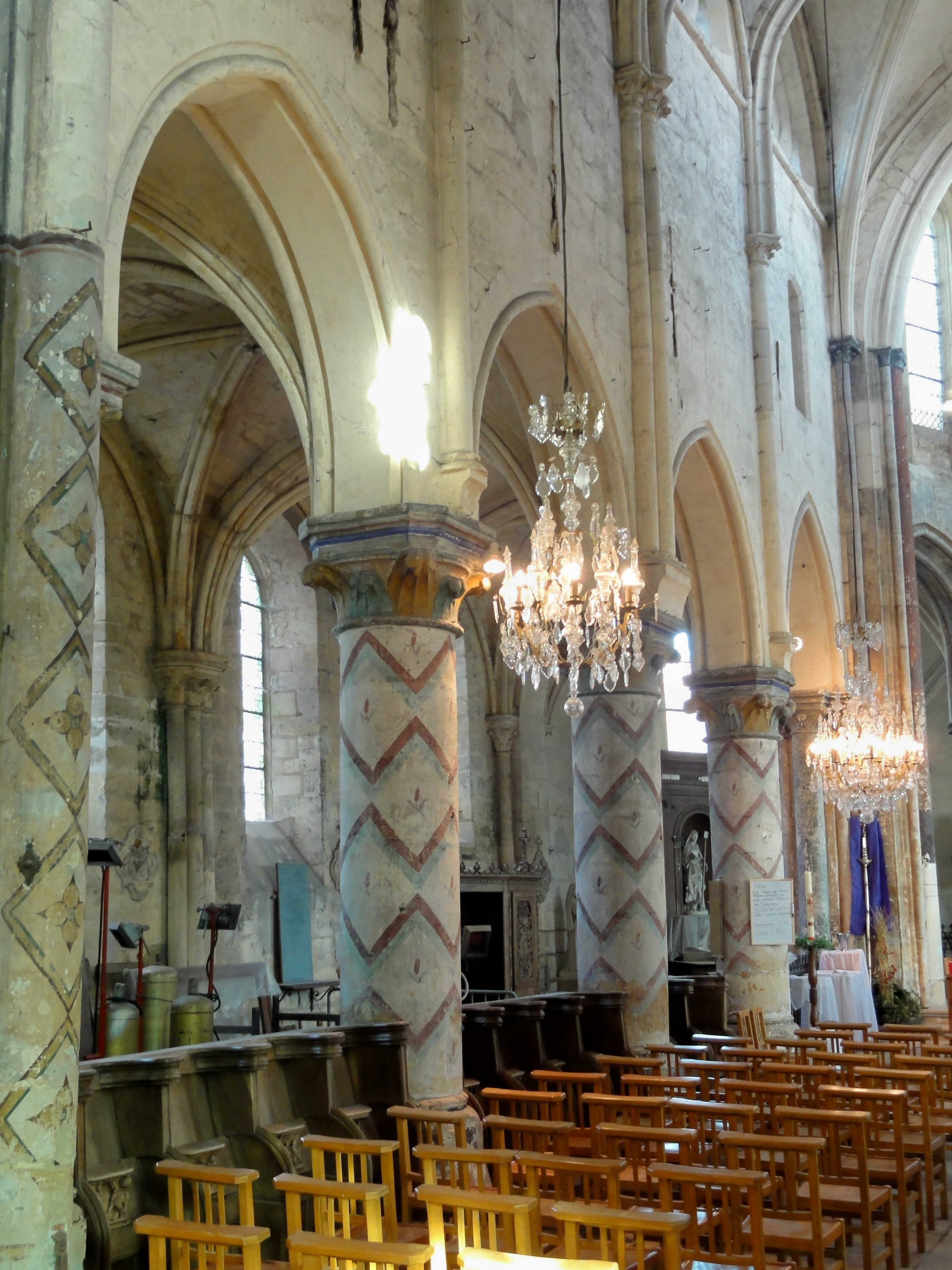
Grandes arcades au nord du chœur.
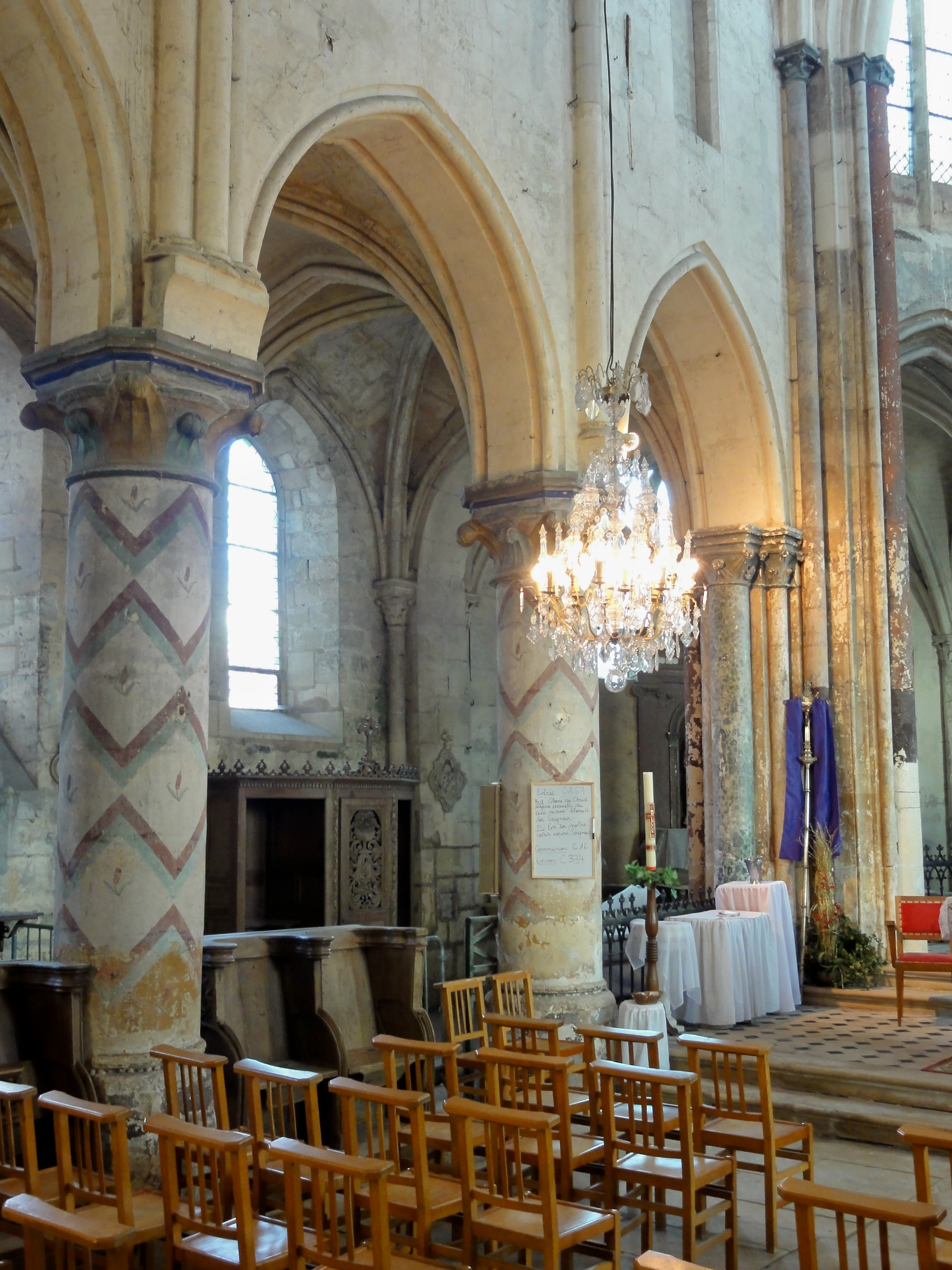
Grandes arcades au nord du chœur.
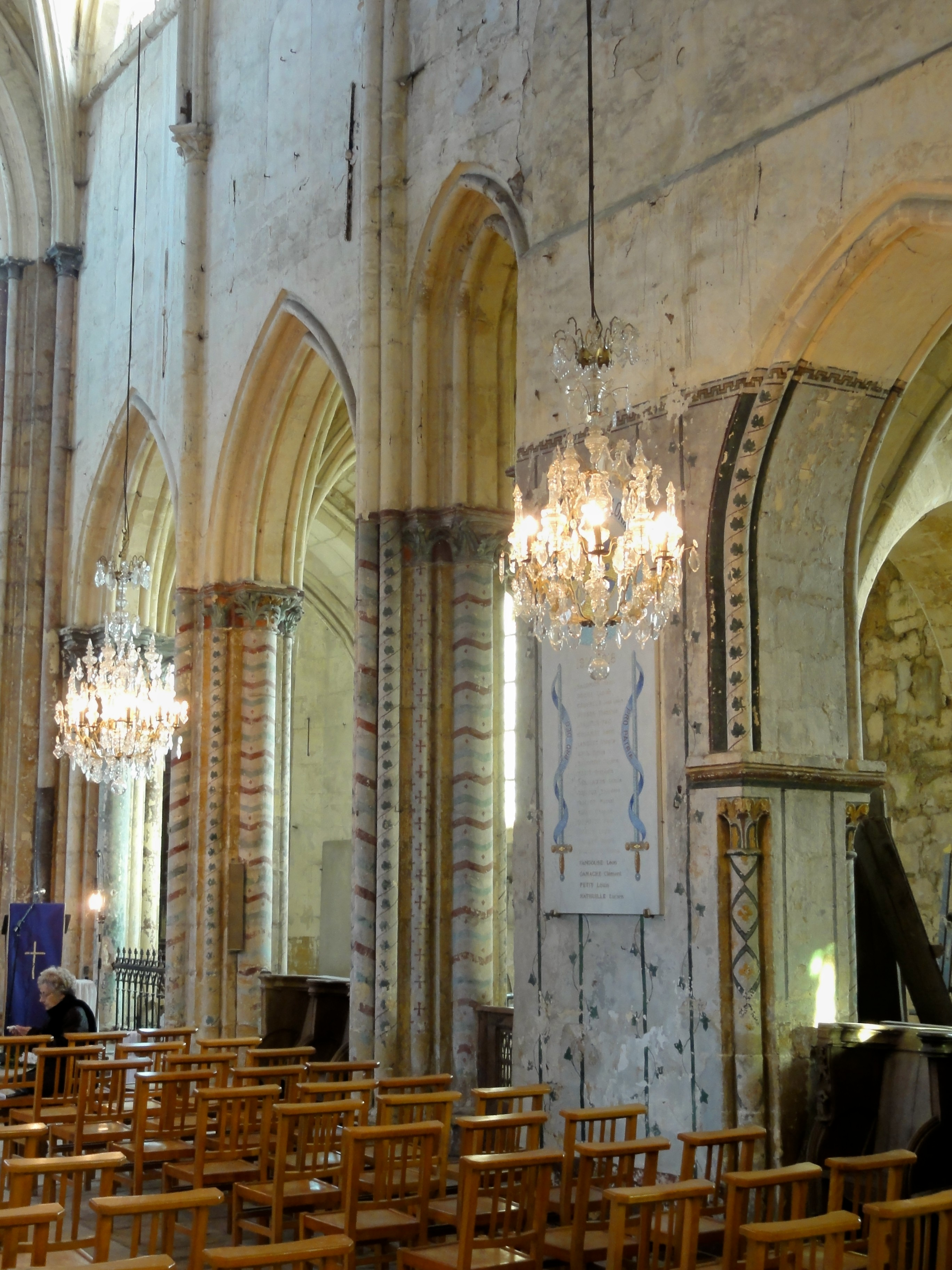
Grandes arcades au sud et pile nord-est du clocher.
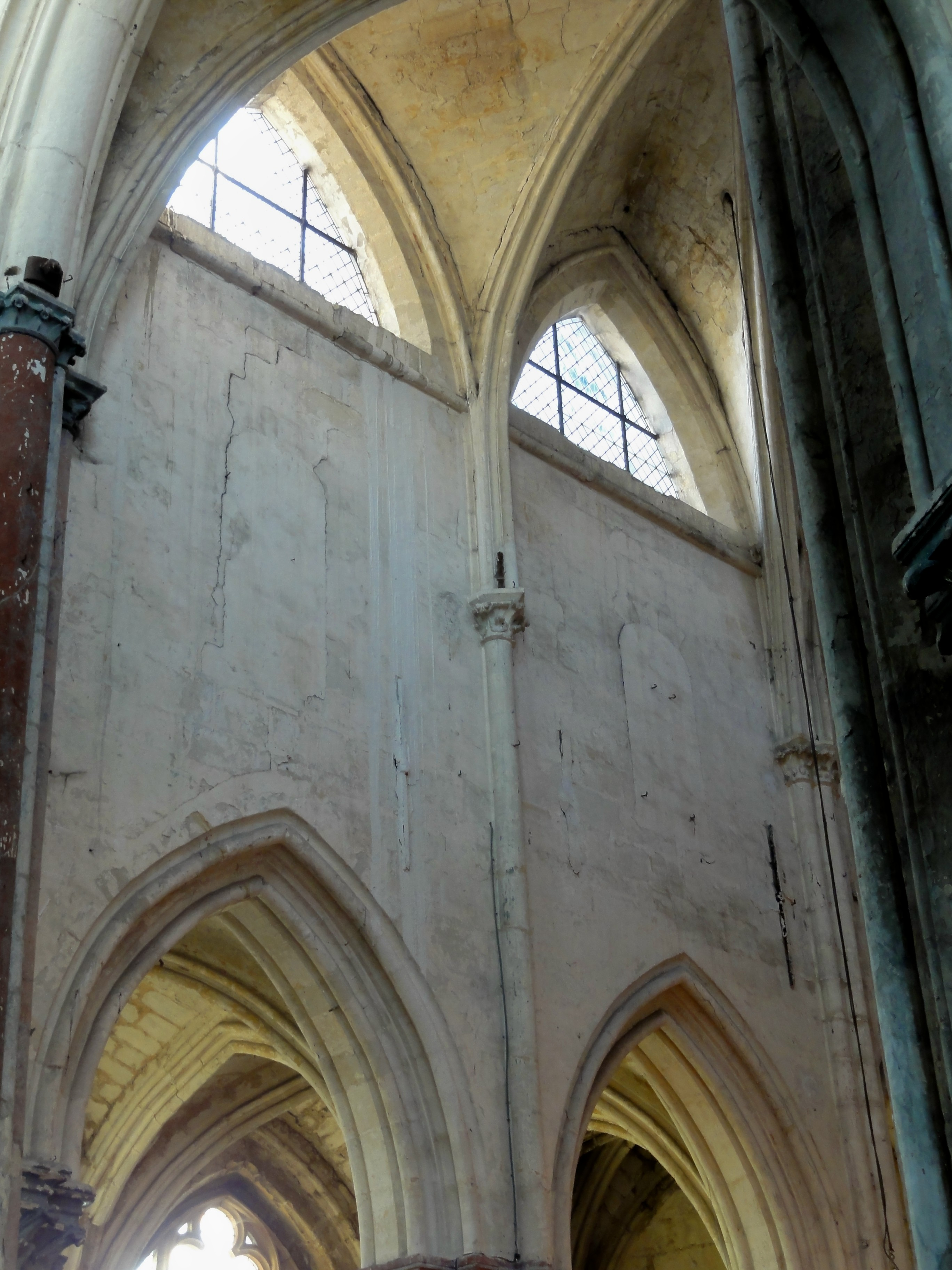
Parties hautes, côté sud.
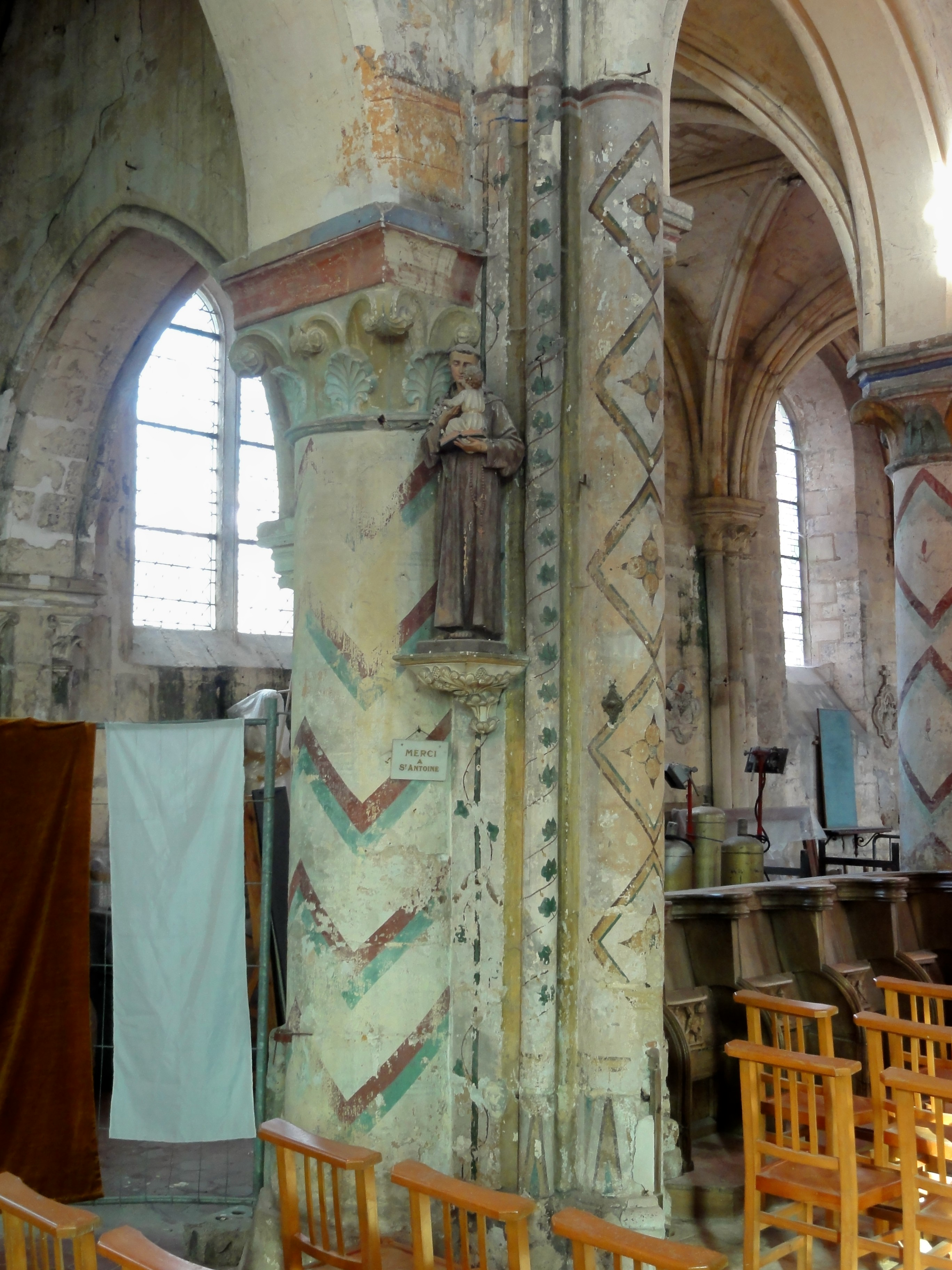
Pilier à la limite entre nef et chœur au nord.

#### Collatéraux et déambulatoire

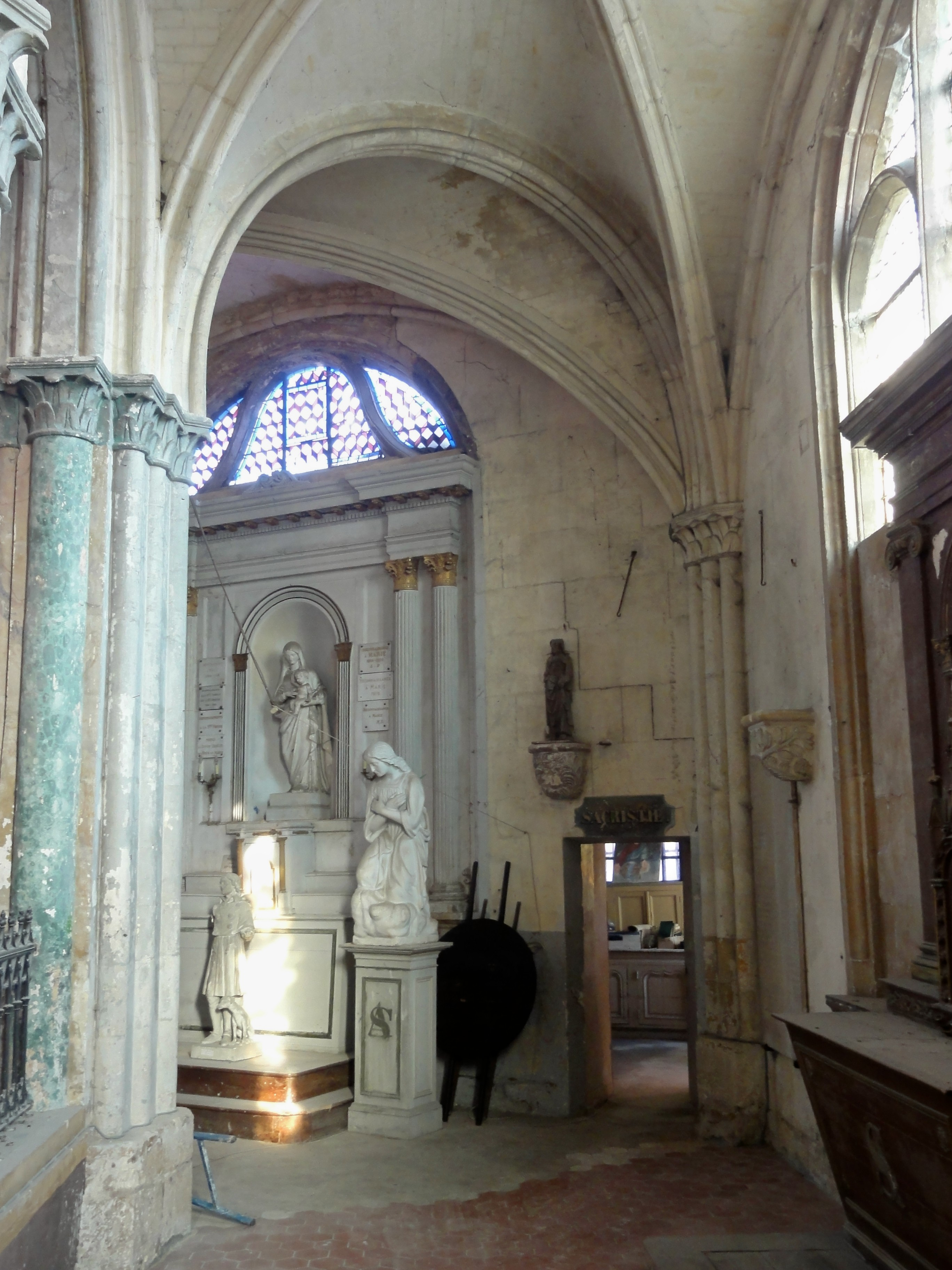
Déambulatoire, côté sud.

Il convient de distinguer entre la base du clocher, les collatéraux des travées droites du chœur et le déambulatoire autour de l'abside. La base du clocher est réputée romane, mais les chapiteaux de sa voûte d'ogives et ses tailloirs soigneusement moulurés évoquent plutôt la première période gothique. Dans chaque angle de la base du clocher, l'on trouve un faisceau de trois colonnettes correspondant à une ogive et deux formerets. S'y ajoutent les chapiteaux supplémentaires des arcades vers le chœur, au nord, et vers le reste du collatéral sud, à l'est. Ces chapiteaux sont décorés de volutes d'angle qui sont les enroulements de feuilles plates stylisées, et directement en dessous, l'on trouve un rang de feuilles d'eau ou de feuilles d'acanthe, et l'astragale est bien marqué. Ce sont certes des motifs courants dès la fin de la période romane, mais la régularité de la sculpture, la plasticité et l'acuité de la moulure des tailloirs ne parle pas en faveur d'une date beaucoup antérieure au milieu du XIIe siècle. Le profil des ogives est de deux tores séparés par une étroite arête, et les ogives sont monotoriques.
Dans les collatéraux du chœur, les doubleaux secondaires des arcades tiennent également lieu de formerets, et des formerets existent aussi le long des murs extérieurs. Des faisceaux de trois colonnettes y reçoivent les nervures des voûtes à l'intersection entre deux travées. La seconde travée du collatéral sud fait exception par ses dimensions restreintes, la base du clocher empiétant sur cette travée. À l'intersection entre le collatéral sud et le déambulatoire, l'on trouve une disposition particulière des chapiteaux de l'arcade : au nombre de trois, dont un pour le rang de claveaux inférieur et deux pour le rang supérieur, ils sont réunis par leurs tailloirs, qui forme un bec au centre. Ce parti semble trouver son origine dans l'abbatiale de Royaumont, et s'observe également à Champagne-sur-Oise et Marly-la-Ville. L'on trouve une autre disposition particulière de part et d'autre du mur du chevet, où les chapiteaux des trois colonnettes sont eux-mêmes réunis et se partagent un tailloir de plan trapézoïdal. L'on peut s'étonner de l'extrême simplicité des feuilles plates qui les enveloppent. Leur présence indique par ailleurs que la configuration du déambulatoire était déjà la même avant la reconstruction du mur extérieur, et l'architecture de la Renaissance n'y a point fait son entrée. Les déambulatoires sans chapelles rayonnantes sont très rares ; dans la région, l'on ne peut guère citer que l'église Sainte-Marie-Madeleine de Domont et l'église Saint-Pierre-Saint-Paul de Goussainville, sans compter le pseudo-déambulatoire de l'de Morienval. L'église Saint-Aquilin semble fournir le seul exemple d'un déambulatoire réduit à trois travées.

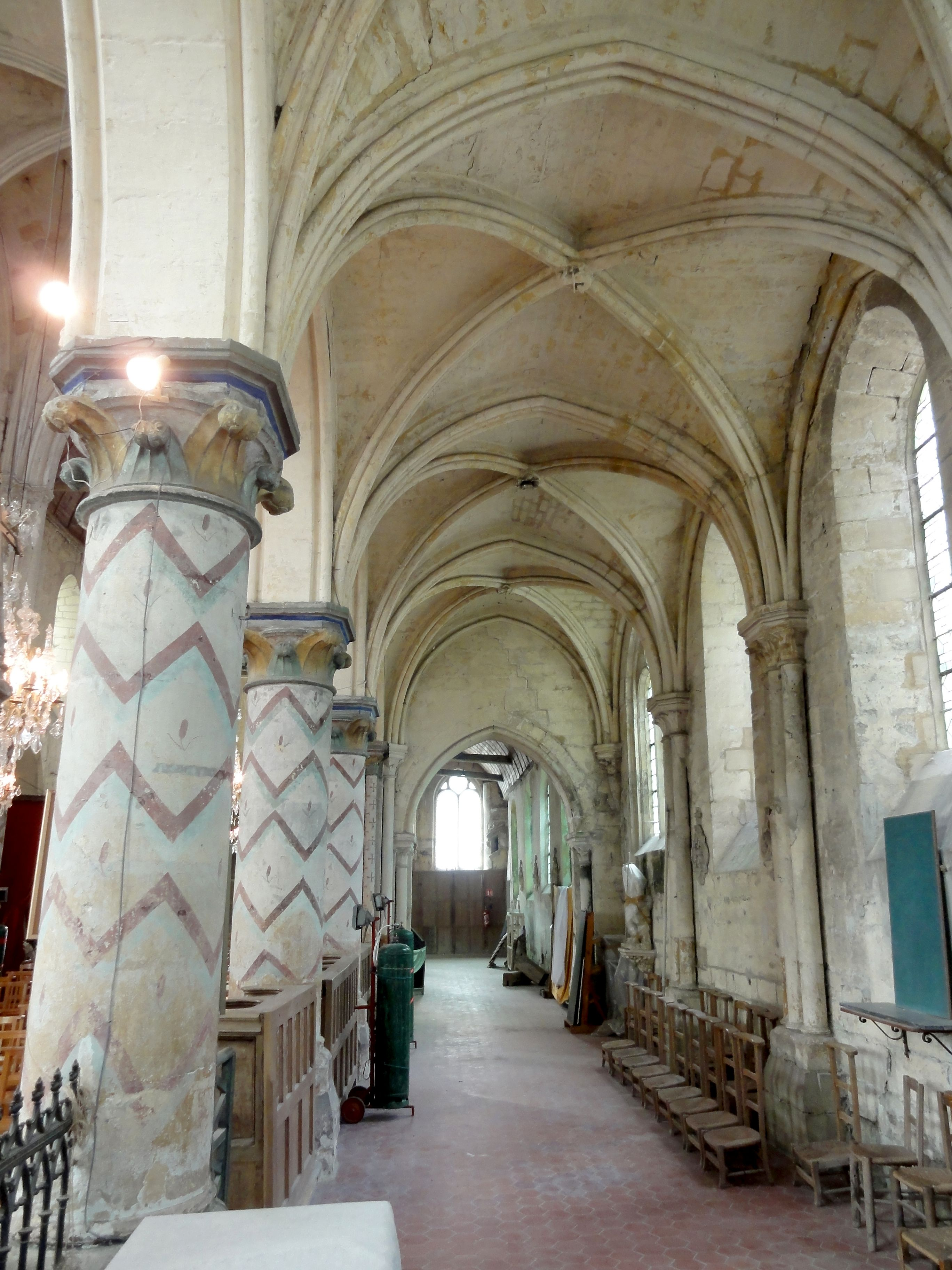
Collatéral nord, vue vers l'ouest.
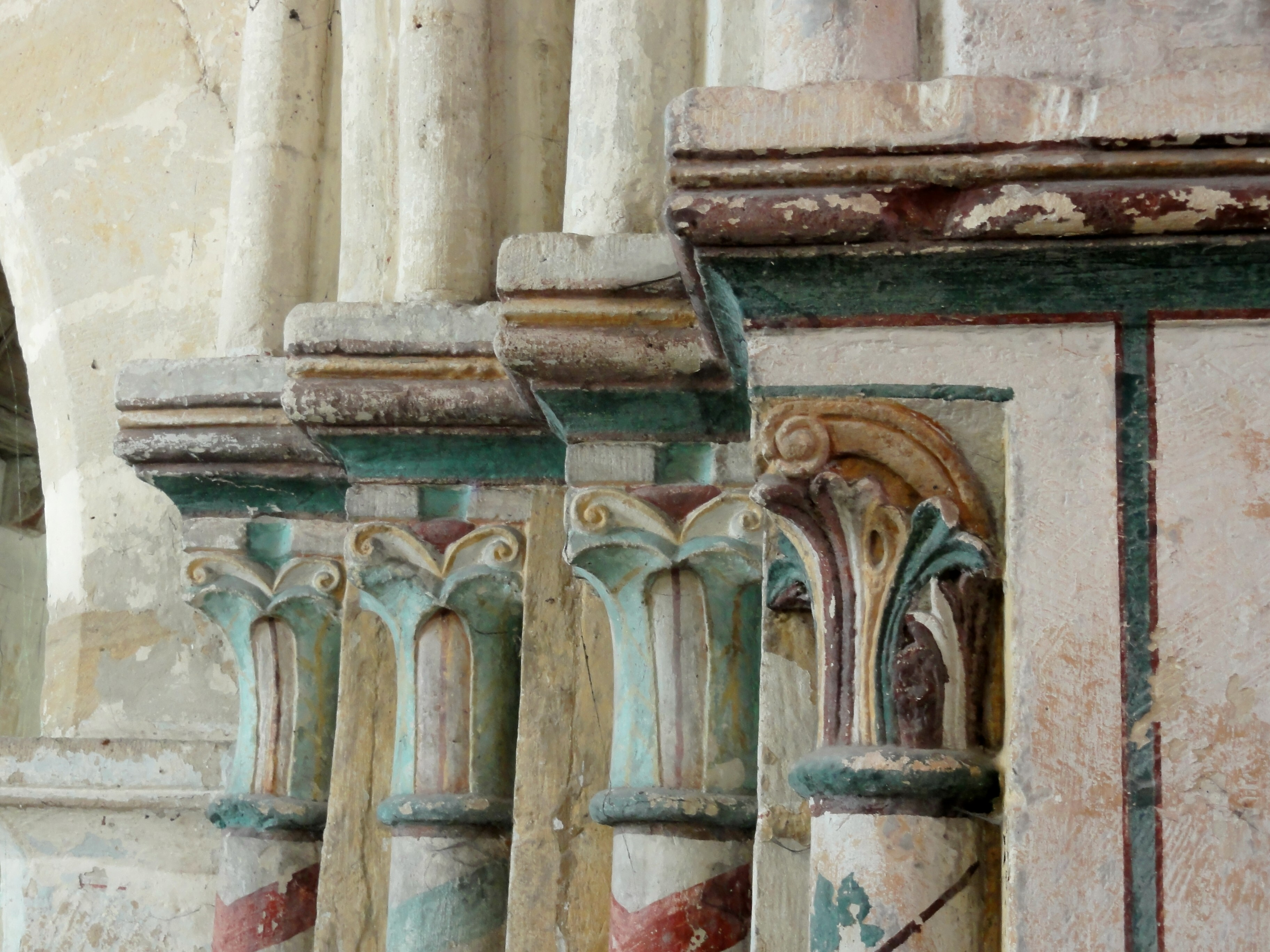
Base du clocher, chapiteaux dans l'angle nord-ouest.
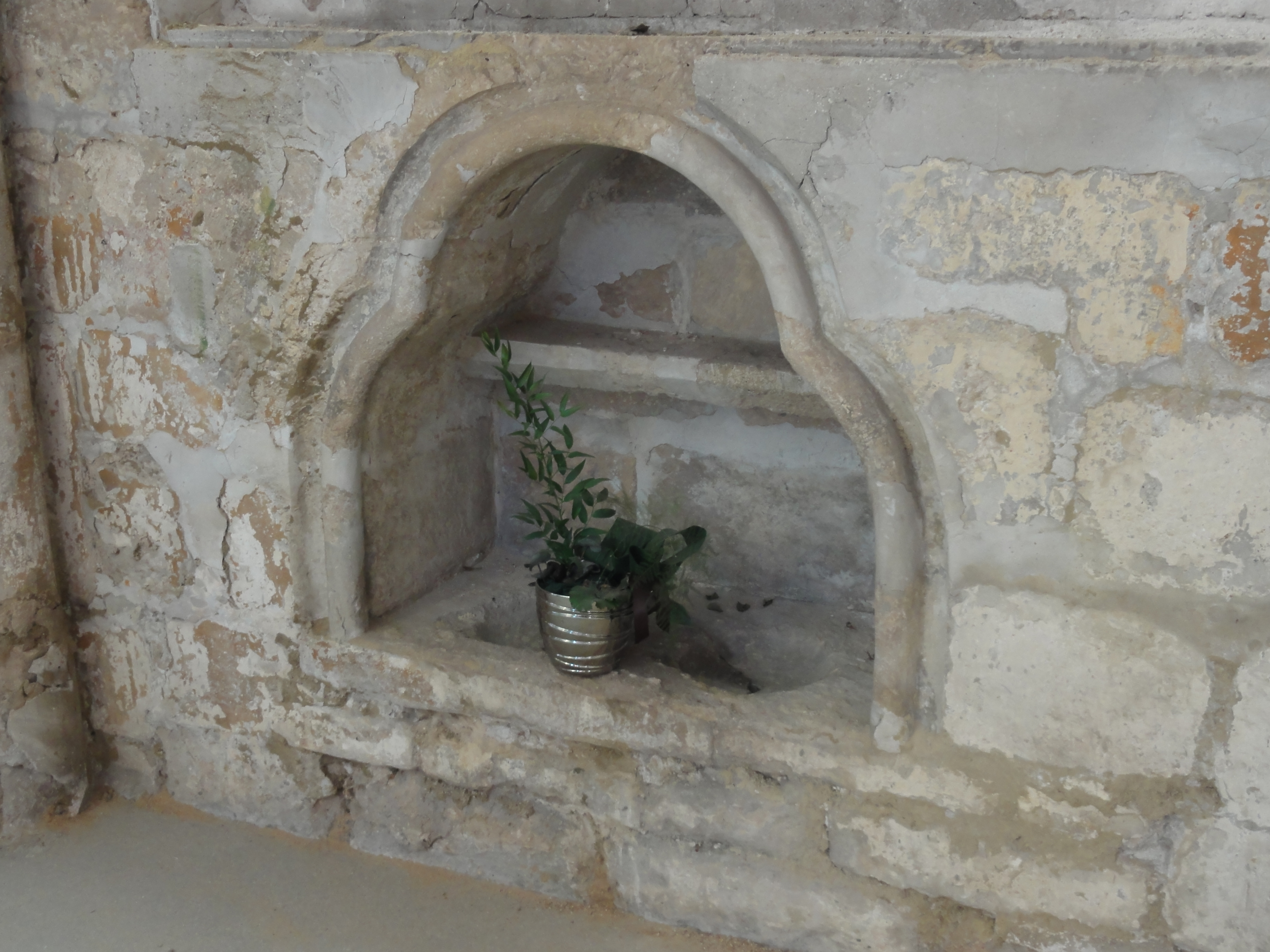
Piscine liturgique dans la dernière travée du collatéral sud.
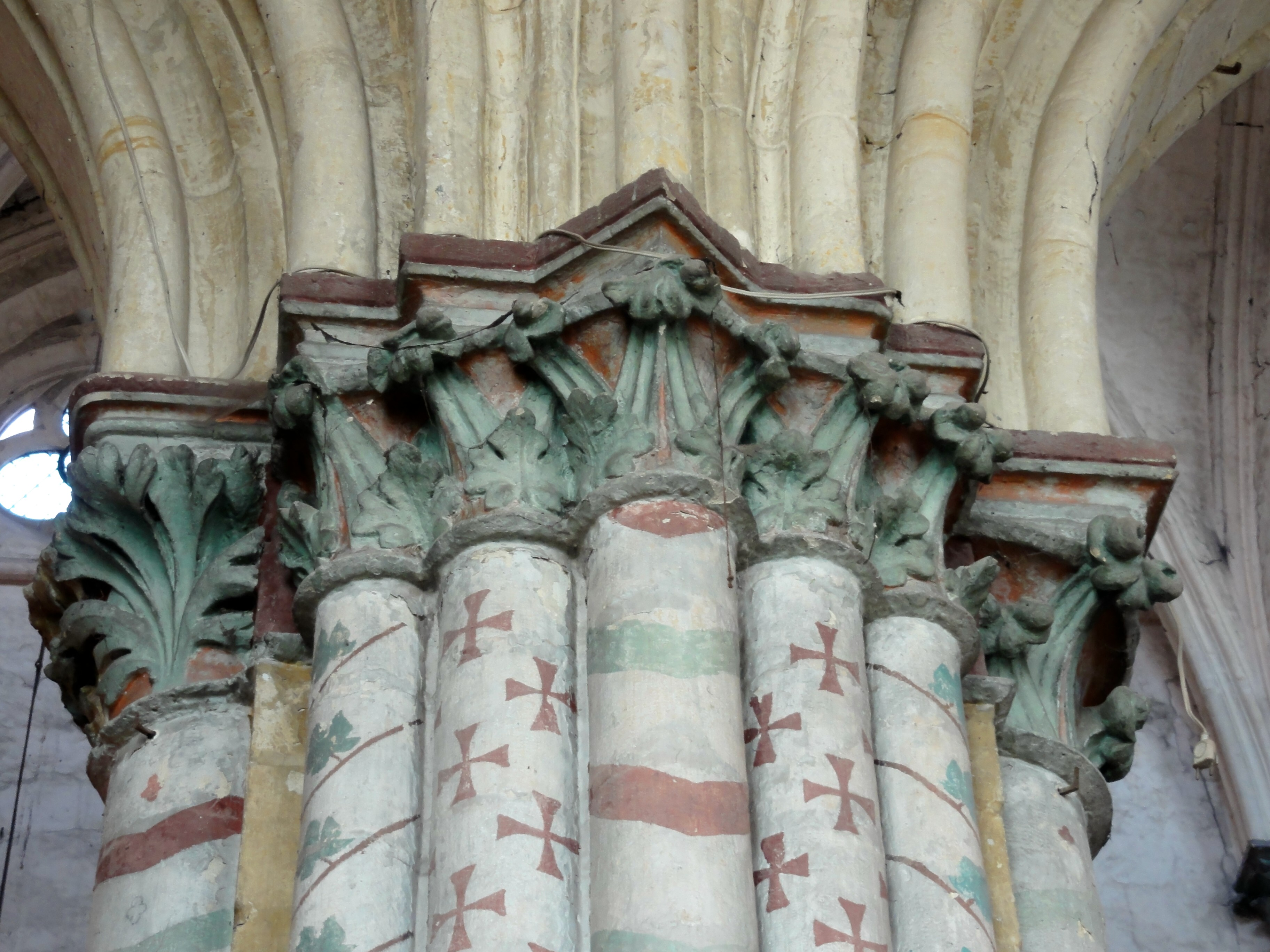
Chapiteaux à l'intersection entre collatéral sud et déambulatoire.
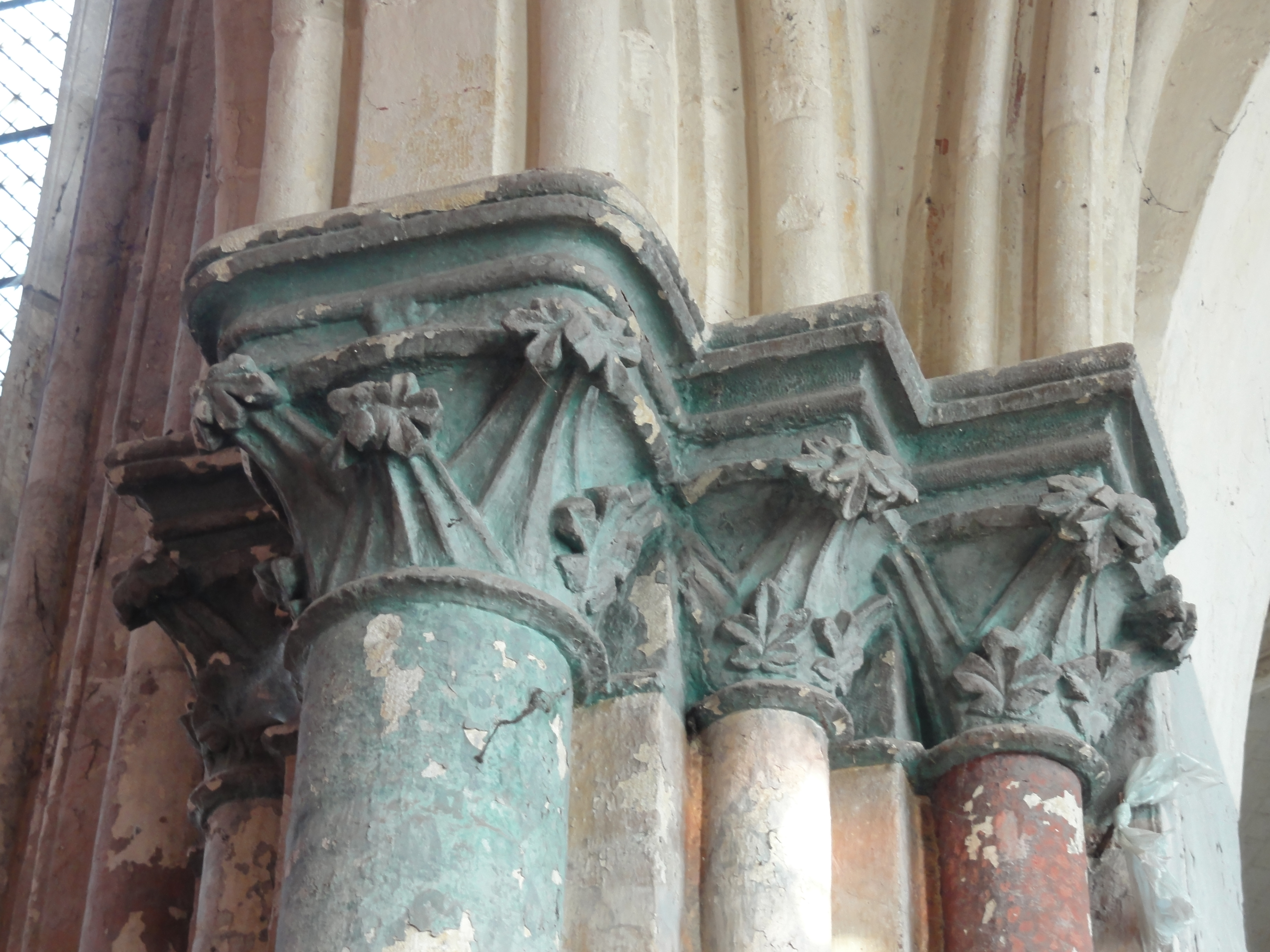
Chapiteaux du déambulatoire côté abside, au sud.
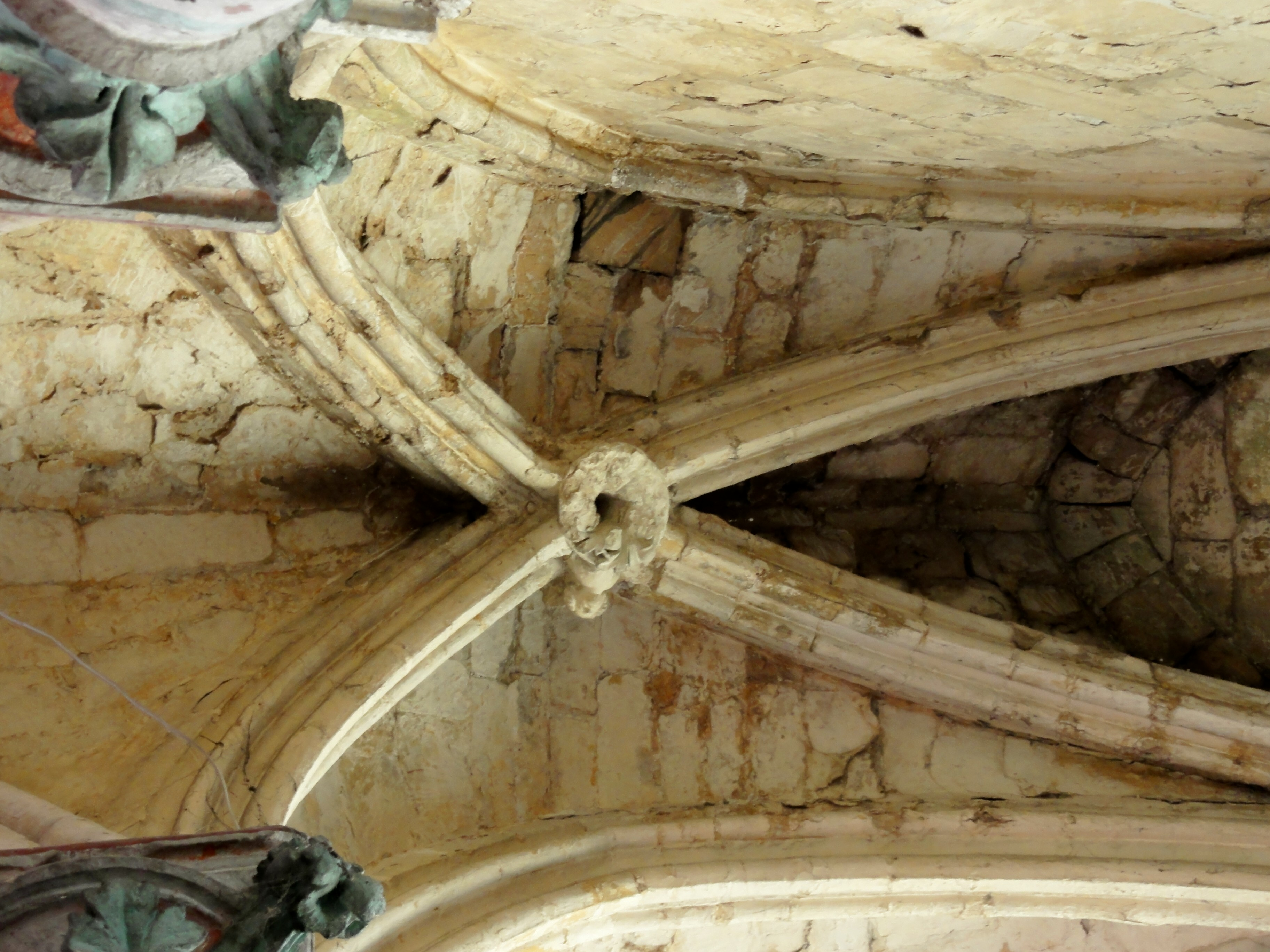
Collatéral sud du chœur, voûte de la travée jouxtant la base du clocher.

## Mobilier
Parmi le mobilier de l'église, les éléments suivants sont classés monuments historiques au titre des objets :
- Les copies exactes de deux tableaux de Nicolas Poussin, peintes en huile sur toile pendant le dernier quart du XVIIe siècle et ayant comme sujets le Baptême du Christ et l'L'Extrême-onction, offertes à l'église en 1813 et provenant de la collection de Louis-Joachim-Paris Potier, duc de Gesvres[20] ;
- La partie instrumentale de l'orgue de tribune de 1620/1640 et agrandi en 1720, en état de ruine, ainsi que le buffet d'orgue de style Louis XIII datant de la même époque[21] ;
- Quinze stalles (dix au nord et cinq au sud) exécutées avant 1530 par Geoffroy du Cloux et provenant de l'abbaye Saint-Victor de Paris[22] ;
- Un tabouret de style Louis XVI du XVIIIe siècle[23] ;
- Trois fauteuils de style Louis XV du XVIIIe siècle[24] ;
- Un cadre en bois doré du XVIIIe siècle[25] ;
- La chaire à prêcher du XVIIe siècle[26] ;
- Les vantaux en bois de la porte du collatéral nord, datant du XVIe siècle[27].

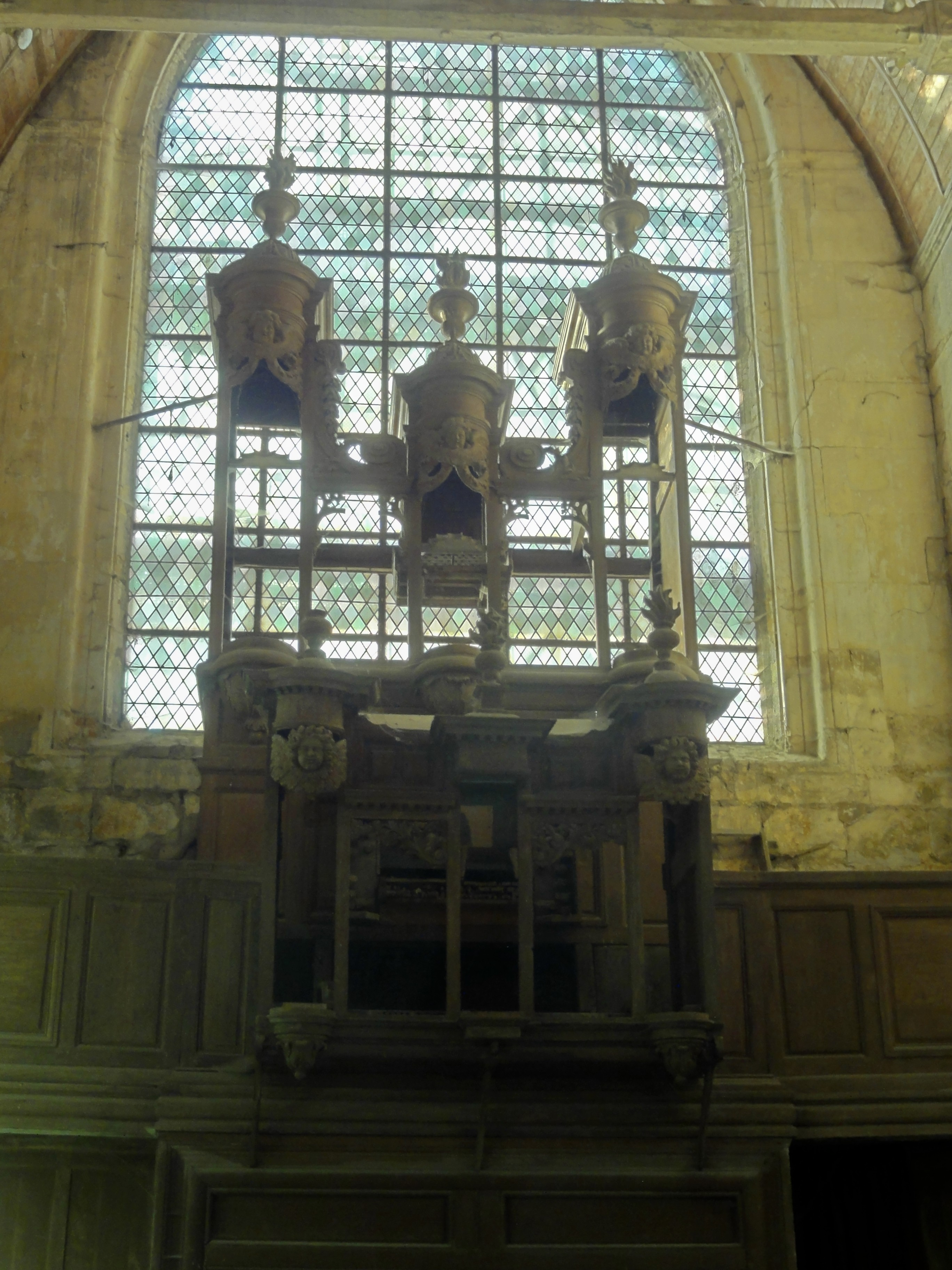
Buffet d'orgue.
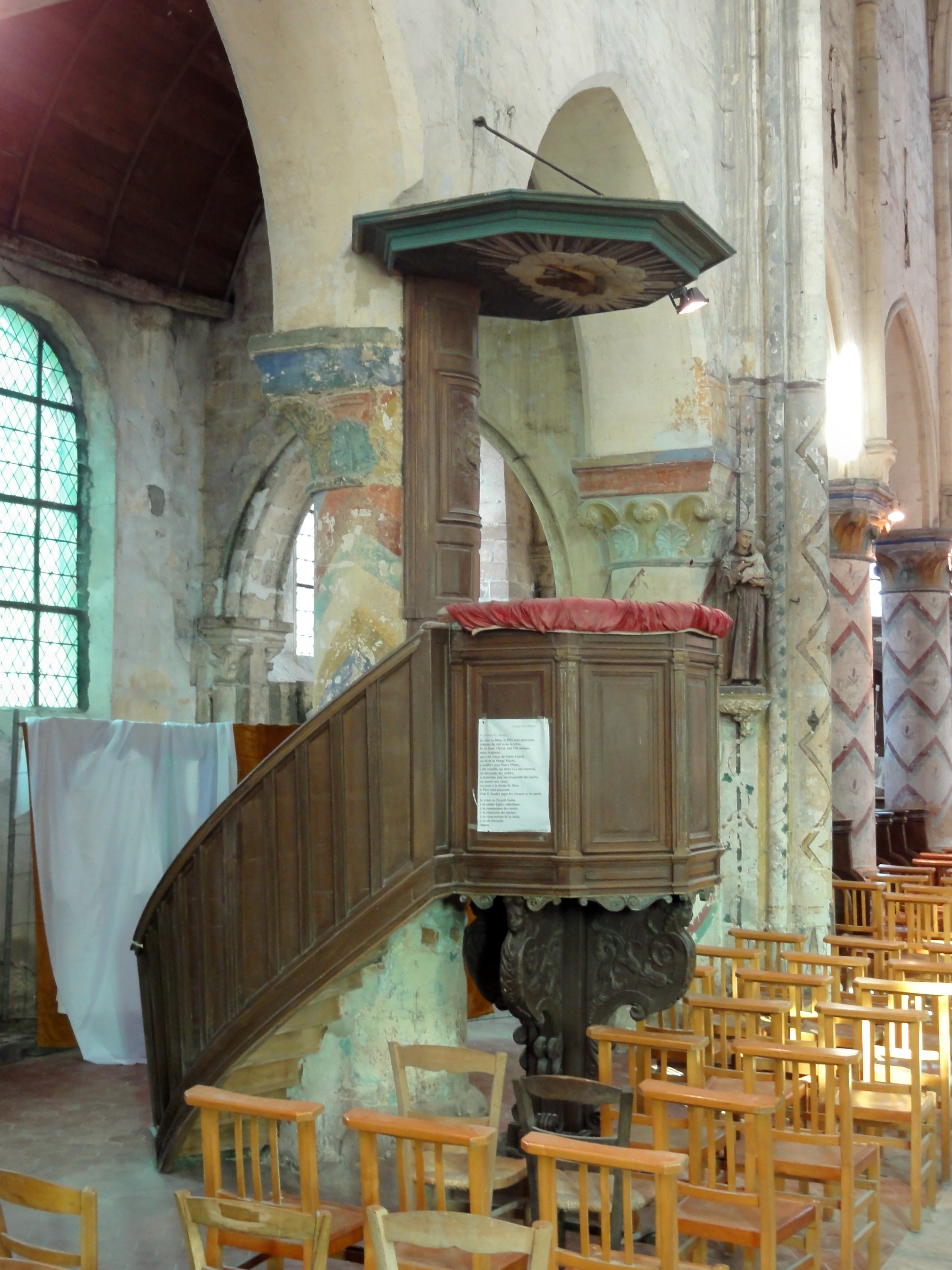
Chaire à prêcher.
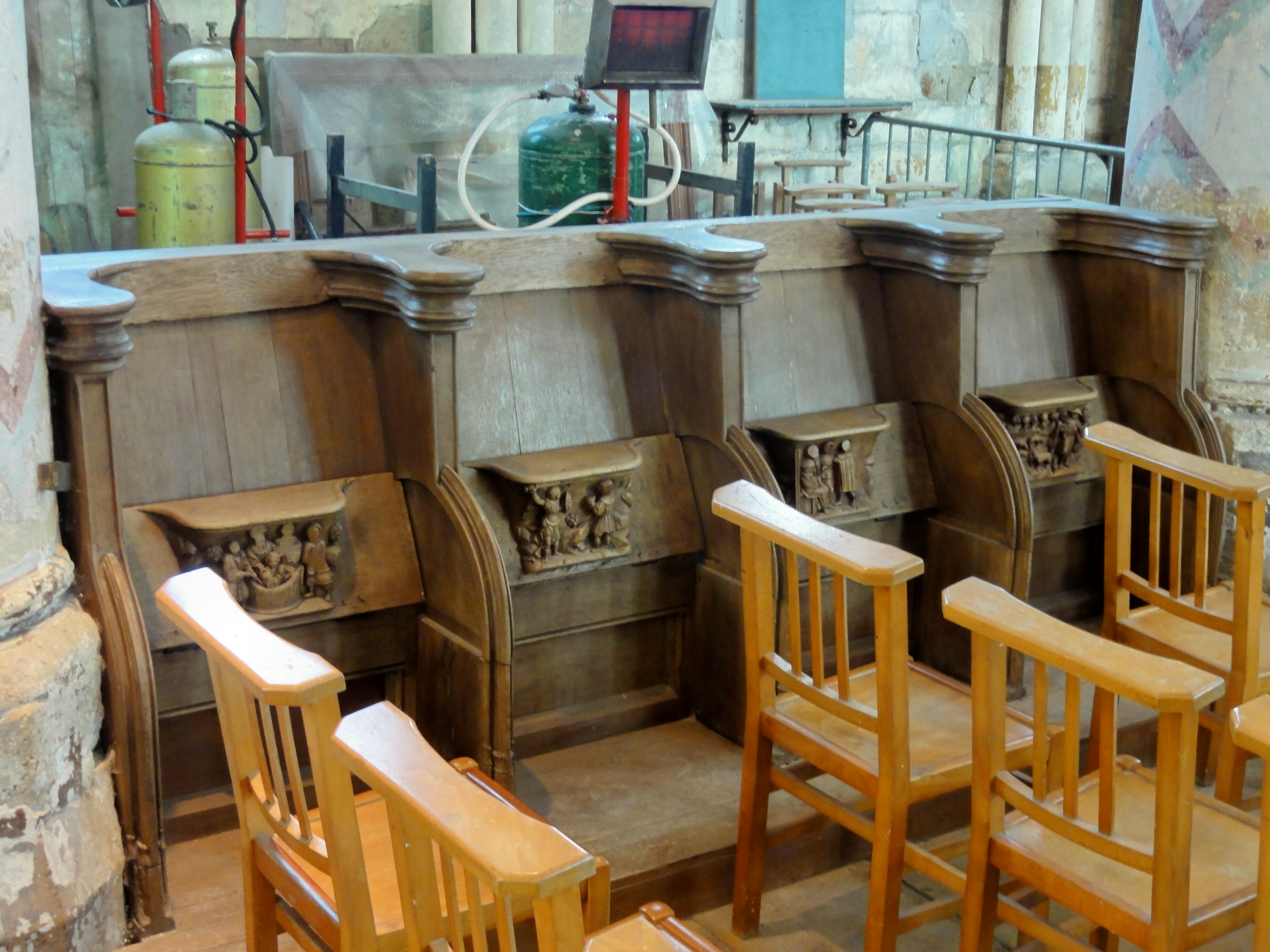
Quatre des quinze stalles.
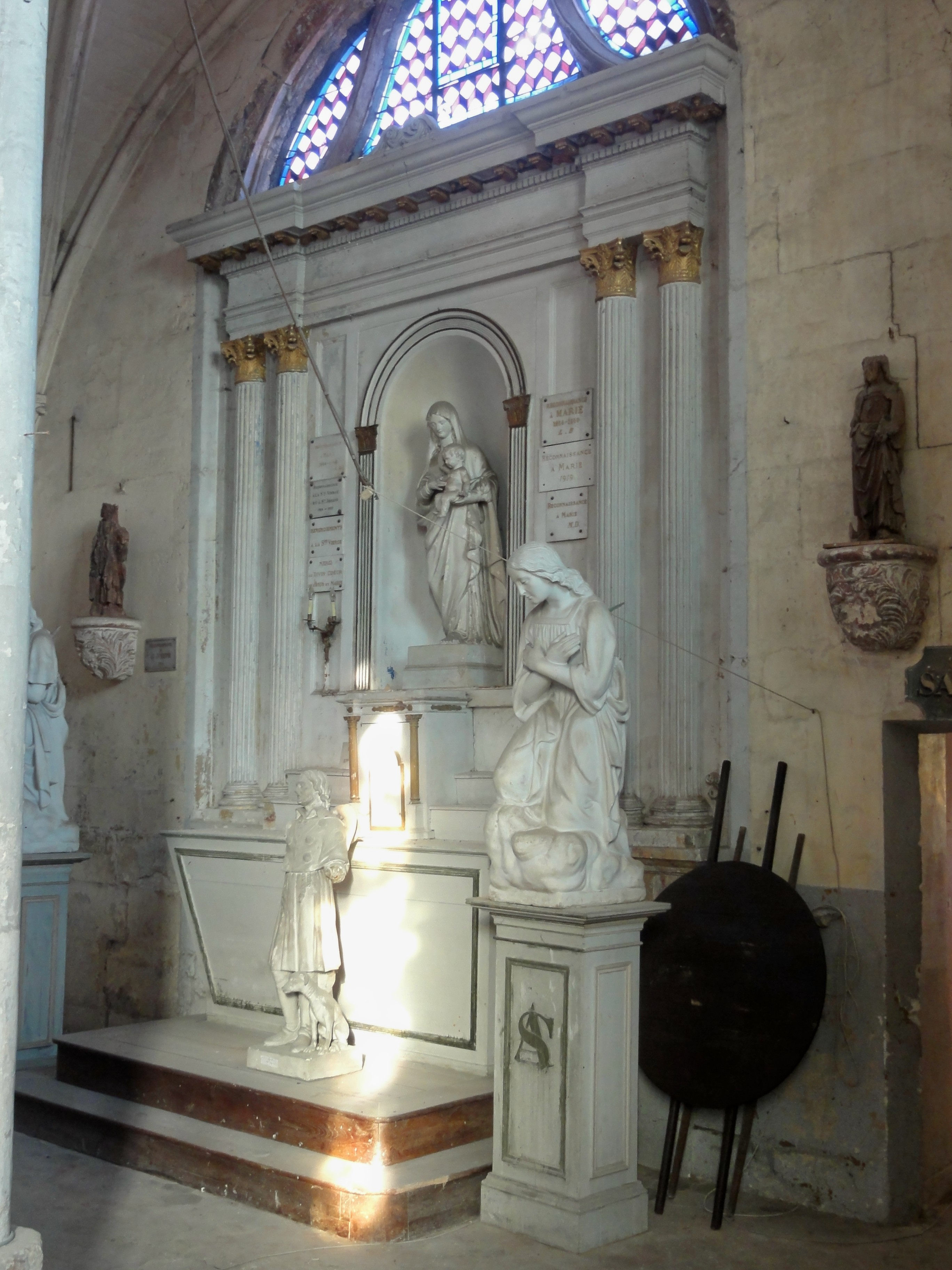
Autel du déambulatoire.
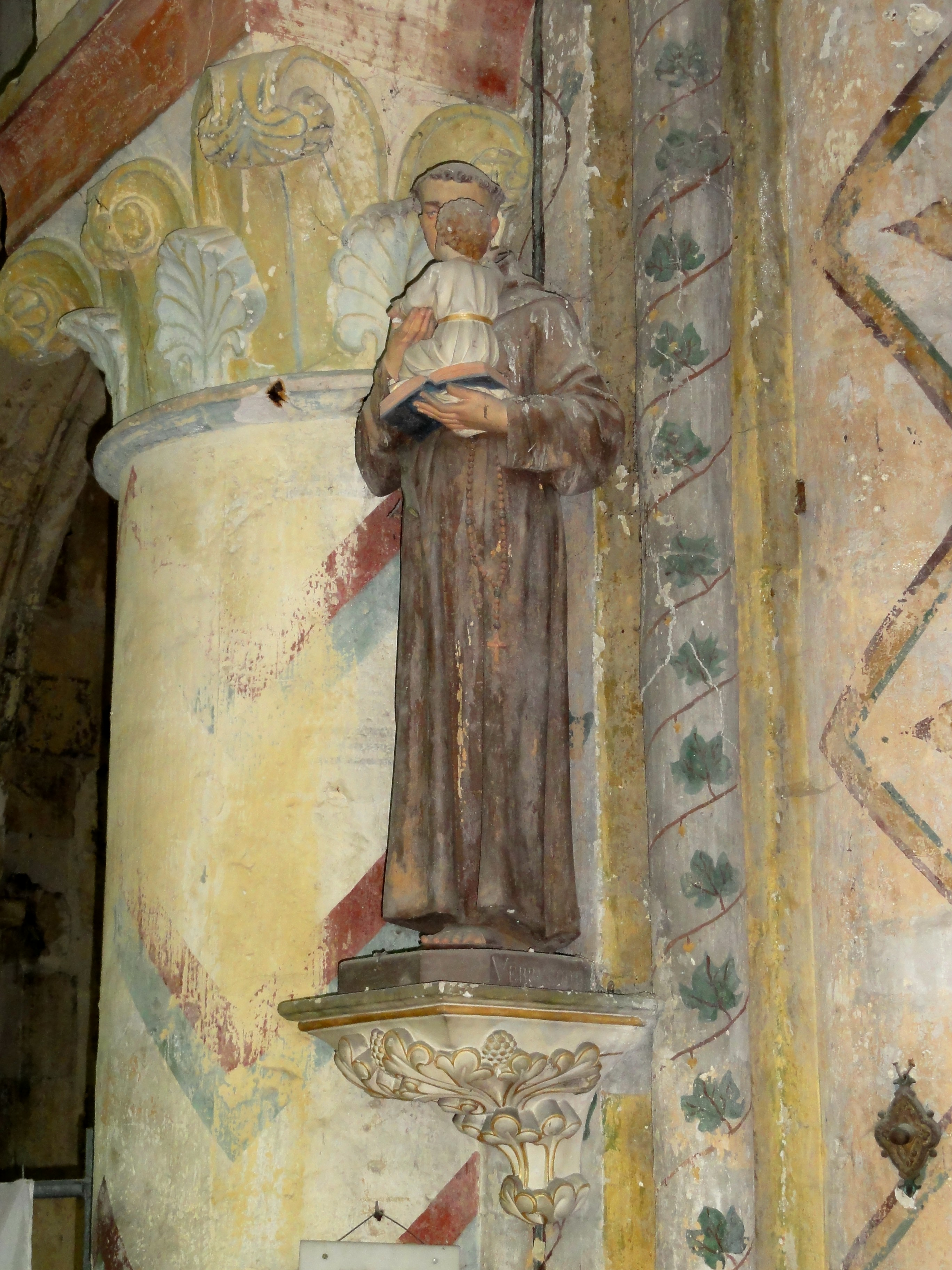
Statue de St-Antoine.